# Tarapoto

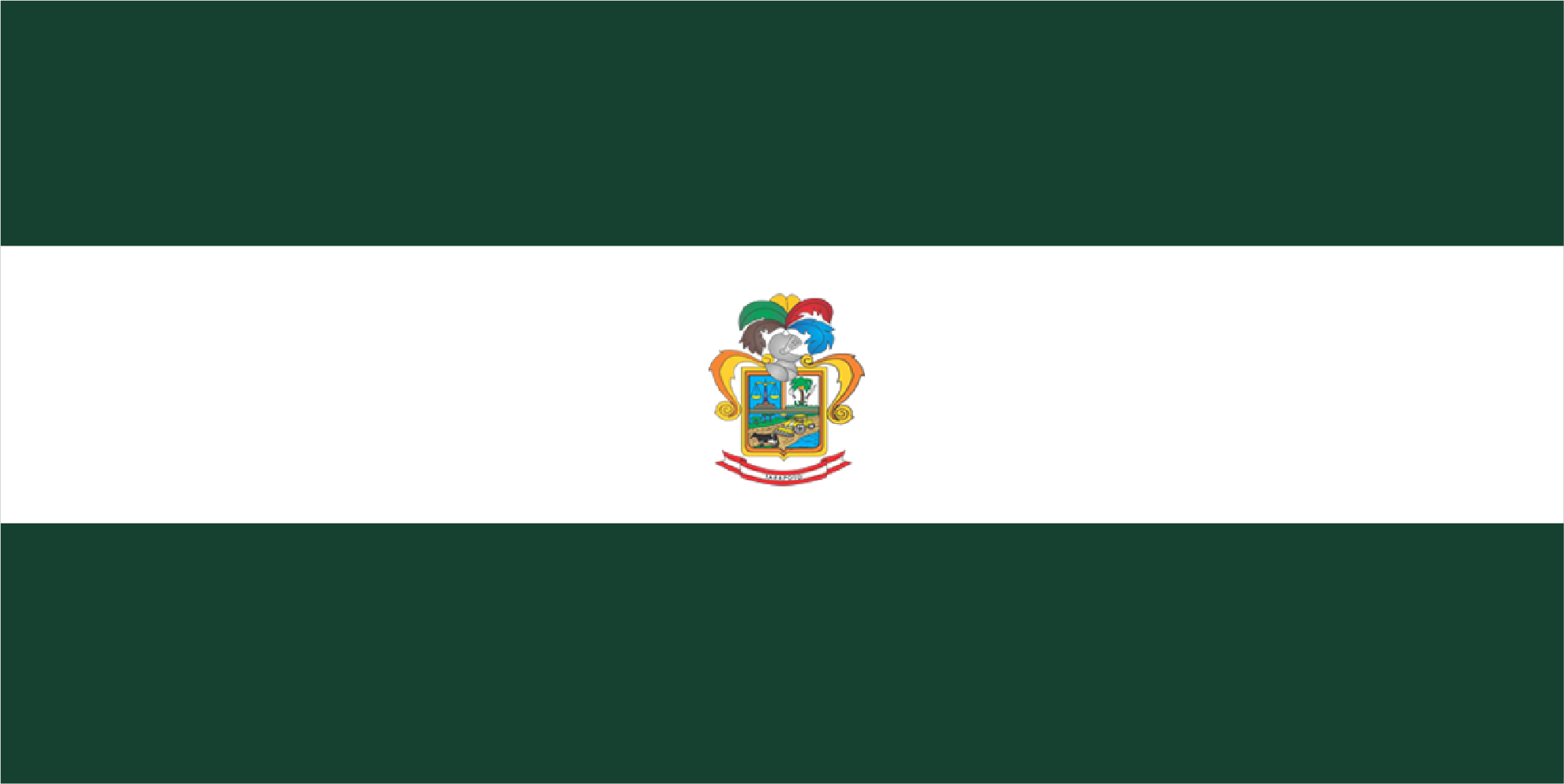
Bandera de Tarapoto

Tarapoto es una ciudad peruana, capital del distrito homónimo y a la vez de la provincia de San Martín en el departamento de San Martín. Es la más poblada y desarrollada del departamento. 
Está ubicada a 350 m s. n. m. a orillas del río Shilcayo y el río Cumbaza tributarios del río Mayo.
Es uno de los principales centros turísticos y comerciales de la Amazonía peruana. Según el INEI cuenta con una población de 230 515 habitantes, aunque en el área metropolitana alberga más de 250 mil habitantes, lo que la convierte en la ciudad más poblada del departamento y en la tercera ciudad amazónica más grande y poblada después de Pucallpa e Iquitos, de mayor antigüedad y la más segura del Perú.
Su conurbación se extiende por cinco distritos: Tarapoto, La Banda de Shilcayo, Morales, Cacatachi y Juan Guerra.
Llamada como Ciudad de las Palmeras, de clima tropical húmedo, concentra gran parte de la actividad turística y comercial de la región, siendo la tercera ciudad más buscada después de Lima y Cusco y una de las más visitadas por los peruanos; Está rodeada por el Norte por el área de conservación regional de la Cordillera Escalera dentro del bosque húmedo tropical sudamericano y por el sur con un valle fértil con cultivos de arroz, maíz, café, cacao, tabaco y diversos productos agrícolas, con bosques estacionalmente secos neotropicales.
La ciudad es conocida por su proximidad con muchas cataratas, cascadas de selva alta, lagos y lagunas, lo que la hace ideal para deportes de aventura como excursionismo, kayakismo, escalada, ciclismo de montaña, senderismo, y deportes de montaña.
La ciudad es un centro neurálgico de productos agrícolas, los alrededores concentran una amplia biodiversidad endémica, originaria de las últimas estribaciones de los andes orientales, estos dan lugar a una enorme riqueza botánica y biológica, de una increíble variedad de especies de anfibios y aves, ideal para el avistamiento de aves (birdwatching), además de una gran cantidad de caídas de agua, cascadas y cataratas, esto dio lugar al crecimiento del ecoturismo, principalmente desde mediados de los años noventa. 
Actualmente, la metrópolis amazónica cuenta con varias cadenas de hipermercados, con servicios de todo tipo, multicines, hospitales de primer nivel, internet de alta velocidad, servicios hoteleros, resorts, hoteles de todas las categorías; La conexión terrestre a mediados de los años sesenta trajo consigo un enorme crecimiento económico y demográfico a la ciudad, a raíz de la construcción y asfaltado de carreteras de acceso a mediados y fines del siglo XX, desde la ciudad capital, Lima, conectándose a la carretera central en la sierra central o con la carretera Fernando Belaúnde Terry por Pasco y Huanuco; y en el norte interconectada a las ciudades de Bagua, Chachapoyas, Chiclayo, Piura y Trujillo, y con cercanía al puerto más grande del norte peruano, puerto de Paita en el océano Pacífico y al puerto de Salaverry en la libertad, además de una conexión al Brasil mediante el puerto fluvial de Yurimaguas a tan solo unas 3 horas en carretera, y su salida hacia el atlántico por el río Huallaga, tributario del río Marañón y este del río Amazonas. 
En la última década, mantuvo un crecimiento económico acelerado, producto de la Ley de Exoneraciones e Incentivos Tributarios que las ciudades amazónicas gozan, que lo ha llevado a un crecimiento económico del 6%, según la cámara de comercio, crecimiento similar al regional y mayor al promedio nacional; cuenta con una buena infraestructura terrestre y uno de los aeropuertos de mayor tránsito del país, principalmente, producto del turismo y del crecimiento comercial, siendo una de las ciudades peruanas con mayor población flotante, después de Piura, Iquitos y Cuzco; Es conocida también por su enorme riqueza gastronómica, la producción de licores, tabaco, café, artesanías, cacao, chocolate, arroz, helados de frutas orgánicas, piscicultura, apicultura, además de producción de carnes bovinas y porcina (cecina y chorizo), y como centro chamánico de ayahuasca, contando con un laboratorio de investigación (Takiwasi), un centro de rehabilitación de toxicómanos y de investigación de medicinas tradicionales; Cuenta también con universidades, tanto pública (Universidad Nacional de San Martín) y privadas, con campus y enormes ciudades universitarias, las cuales realizan investigaciones científicas y académicas propias de la región amazónica. La principal actividad económica es el comercio, turismo, la agricultura, la pesca, la ganadería, la industria de procesamiento de productos primarios y agroindustriales.

## Etimología
Existen varias versiones sobre el origen del nombre de la ciudad, la tradición lo atribuye a una exótica especie de palmera que se hallaba en las orillas de la desaparecida cocha de Suchiche, llamada huacrapona barriguda (Iriartea ventricosa martins), que los lugareños conocían como tarapotus, esta palmera abundaba en la zona y se caracteriza por un prominente bulto en su tronco, y por sus raíces que forman un denso cono, las cuales durante su fase de crecimiento adoptan una forma fálica.
Otra versión refiere que el nombre de Tarapoto resulta de la unión de dos términos "tara" y "poto" que los lamistas y pobladores de la cocha de Suchiche habrían usado al realizar sus intercambios comerciales; denominando tara al contenido de algunos de sus productos como pescados, frijol, etc. que colocaban en un poto que era un recipiente fabricado al abrir uno de los extremos del fruto del árbol llamado huingo.
Es conocida como la Ciudad de las Palmeras, por su multitud de innumerables de especies de palmeras amazónicas que crecen en la ciudad y los alrededores.

## Historia

Centro Urbano de Tarapoto

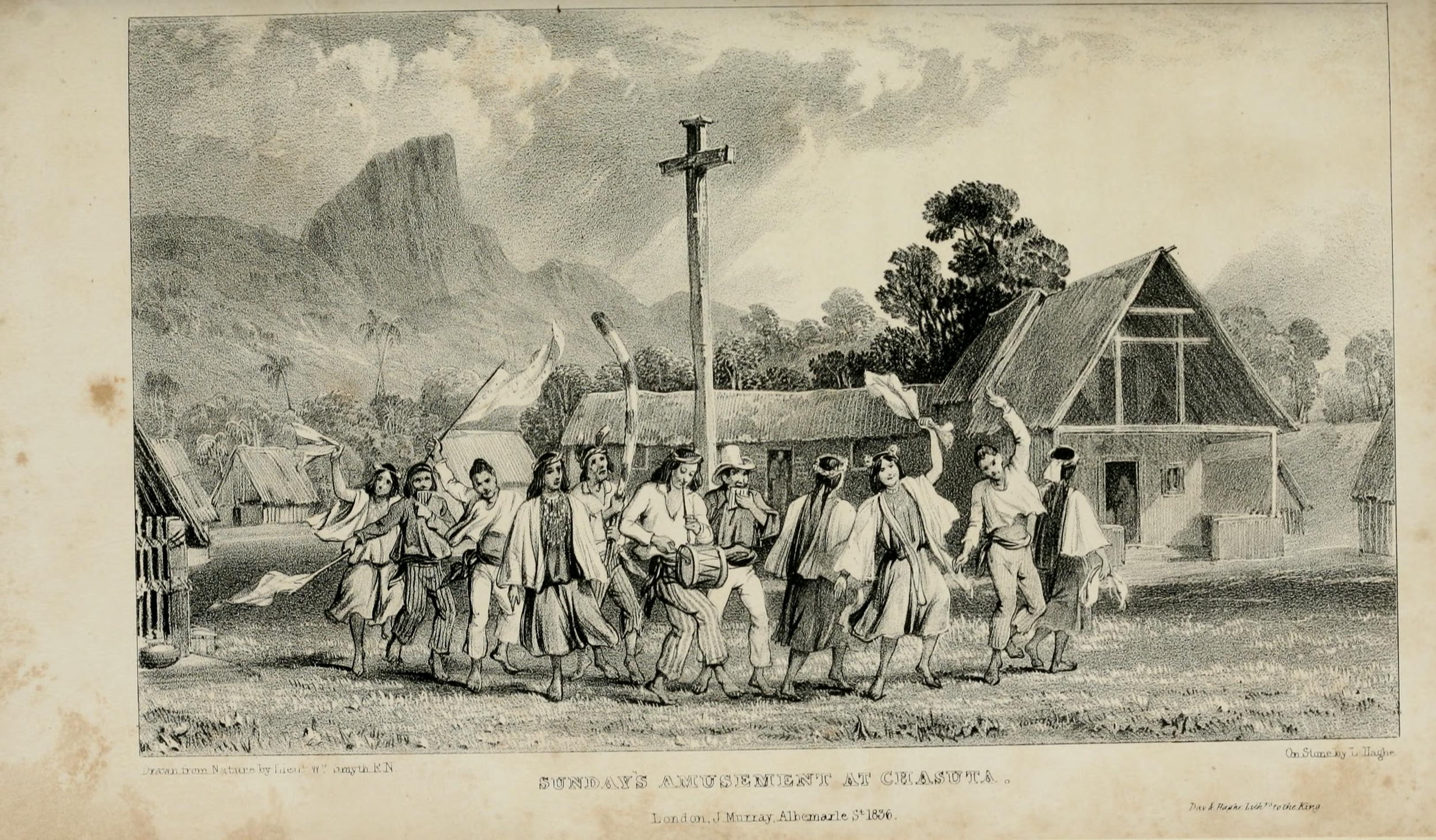
La pandilla, danza típica de la ciudad, William Smyth, Frederick Lowe (1836)

### Época prehispánica
Sus inicios efectivos datan de las exploraciones que realizaron los Pocras y Hanan Chancas (antiguas culturas de la región Ayacucho) quienes al ser conquistados por el Imperio inca, encabezaron una revolución comandados por el caudillo Ancohallo, revuelta que, al ser derrotada, obligó a sus miembros tribales a huir de la terrible venganza inca, estableciéndose en los valles de los ríos Mayo y Cumbaza en el departamento de San Martín formando, finalmente, la ciudad de Lamas, luego establecieron una comunidad satélite en el valle de los ríos Cumbaza y Shilcayo, teniendo como núcleo central la Laguna Suchiche (desecada en la colonia). En dicha laguna abundaba la palmera de nombre Taraputus o barriguda, nombre que se usaría para nombrar a la población que se formaría en este establecimiento de cazadores y pescadores. Habitaban por entonces, cumbazas a la orilla de la quebrada Choclino y Amurarca (esta última en la actualidad ya no existe); Pinchis en la parte alta de la ciudad y en las márgenes derecha e izquierda del río Shilcayo; Sushiches o Sustuchiches residentes en el barrio de nombre, a orillas de la concha o laguna de suchiche; Muniches y Antables en el actual barrio Huayco hasta la zona de Santa Rosa.

Una foto histórica de 1952 donde se puede apreciar el primigenio templo parroquial de Tarapoto, que ocupaba toda una manzana, la cual fue demolida (desde la calle Jiménez Pimentel hasta la Martínez de Compañón). Ubicada actualmente en el predio de la tienda Topitop.

Existen evidencias de restos arqueológicos de la época prehispánica uno de ellos son los petroglifos de Polish, ubicado a 8 km en el distrito de La Banda de Shilcayo, descubierto por el historiador Wilson León Bazán en 1976.

### Época virreinal
Al caer los Incas a manos de los españoles, estos ávidos de aventura y en busca del mítico “El Dorado” o Paititi, en el que según cuenta la leyenda, existía una ciudad Inca cubierta completamente de oro, el oriente peruano se convirtió en un objetivo apetecible para los aventureros y conquistadores españoles en búsqueda de la mítica ciudad.
El primero de ellos fue Alonso de Alvarado uno de los conquistadores españoles que llegó con Francisco Pizarro, el que asumió el papel de la búsqueda del mítico el Dorado en el Nuevo Mundo, así en 1538 durante su travesía, atravesó los andes encontrándose con la cultura Chachapoyas y sus míticas tierras, los Chachapoyas eran denominados amos de las nubes, llamados así por las ciudades que tenían en la parte alta de las montañas y la ceja de selva, muchos de los curacas de esta cultura se convirtieron en aliados de los españoles durante la conquista, en su primera incursión se dice que, Alonso de Alvarado recibió de los indígenas un cajón de oro y plata, por lo que regresó a lima contento con tan valioso tesoro, a raíz de ello Pizarro ordenó a Alonso de Alvarado fundar una ciudad en dicho territorio, para desde ahí abastecer a las expediciones a la densa selva, en búsqueda de la mítica ciudad del Dorado, así fundándose la ciudad de Chachapoyas.
Pocos años después en 1540, Alonso de Alvarado encomienda a Juan Pérez de Guevara fundar la ciudad de Moyobamba, ya poblada y por los Indígenas chanca y Pocras, así pues, el conquistador al ser requerido por Pizarro para otras expediciones, encarga a su hermano Hernando de Alvarado, la búsqueda y conquista de mayores territorios en las vertientes del río mayo, sin embargo, lo agreste del territorio puso muchas dificultades para dichas expediciones, los españoles tenían conocimiento que en estas tierras, residían los guerreros Motilones, estos tenían esa denominación por la similitud con los indígenas caribes de cabeza rapada que encontraron los conquistadores durante su travesía al Perú.

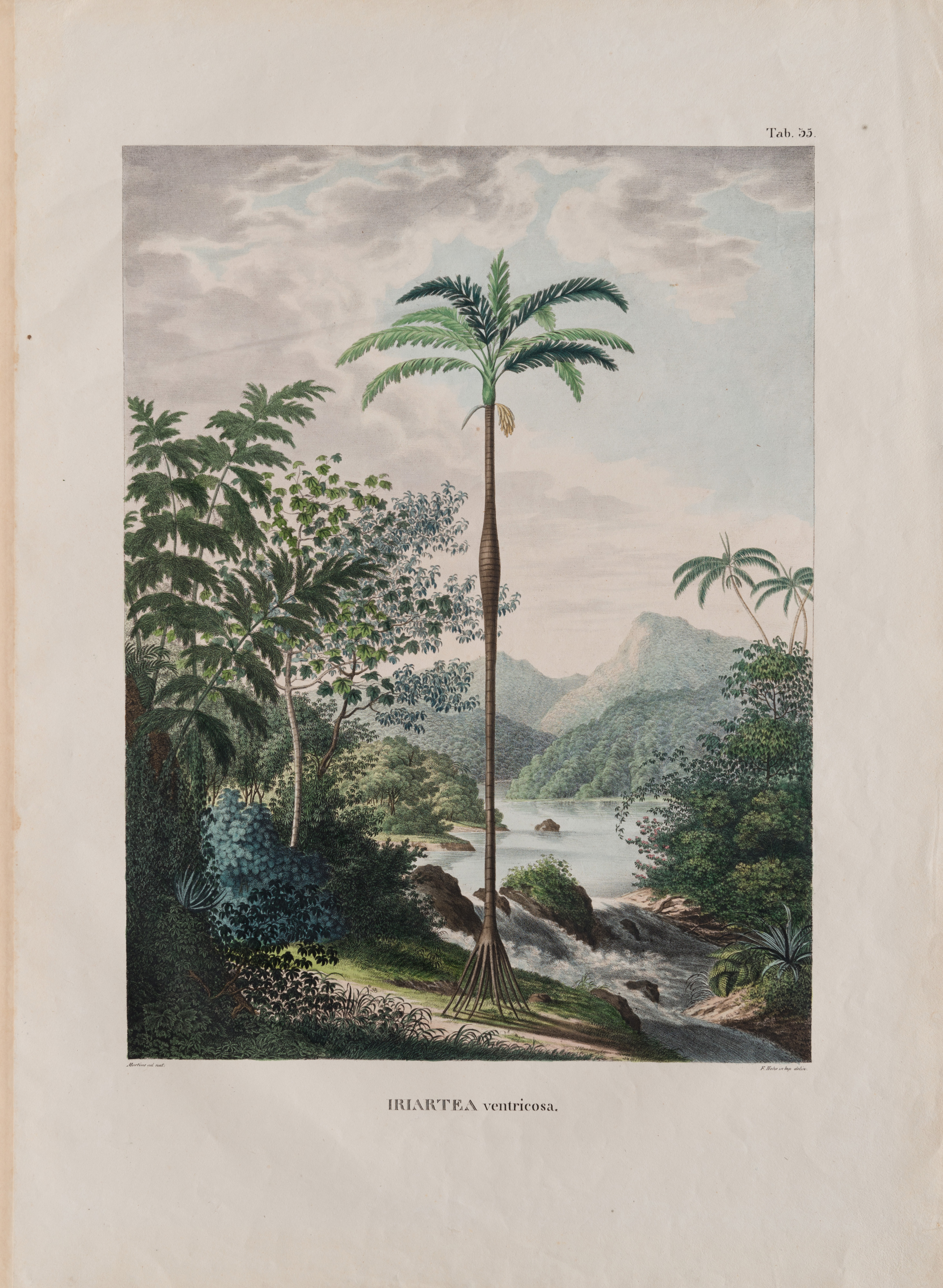
La Palmera Tarapotus o barriguda (Iriartea Ventricosa), que dio origen al nombre de la ciudad.

Aviones en la pista del primer Aeropuerto de Tarapoto, 10 de agosto de 1937

Habiendo conquistado los valles de moyobamba por los españoles, el Virrey Andrés Hurtado de Mendoza en 1560 envía al mando del veterano Conquistador Pedro de Ursúa, para organizar una expedición en búsqueda del Dorado junto a Lope de Aguirre, un año después en 1561 Aguirre asesina a Pedro de Ursúa durante la travesía, Aguirre era conocido por la crueldad que infringió sobre los indígenas, años posteriores convocó a 300 almas, entre españoles y cientos de nativos para en una nueva campaña ir en búsqueda del Mítico el Dorado, descubriendo el cañón angosto y más profundo del río Huallaga que lleva su nombre (Pongo de Aguirre) en el distrito de Chazuta a pocos kilómetros de Tarapoto.

Día de la develación del busto del héroe Tarapotino Cabo Alberto Leveau, Fotografía tomada el 30 de agosto de 1954. junto al padre Andrés Asenjo, el Subprefecto y el Alcalde de ese tiempo, Sr. Manuel del Carpio Carrión y otras autoridades. El lugar primigenio donde se construyó el monumento quedaba al costado de la Municipalidad Provincial de San Martín, ocupado ahora por un estacionamiento municipal, en la actualidad el Busto se encuentra en el centro del parque Suchiche.

Fotografía aérea del distrito de la Banda de Shilcayo en 1966.

Distrito de la Banda de Shilcayo.

Años después, el virrey encomienda a Martín de la Riva y Herrera la conquista de los Jíbaros y los territorios cruzando las vertientes del río mayo, este consiente de la ferocidad de los motilones y los Cumbazas, ansiosos por la ambición, incursiona de manera conjunta con caballos y soldados a la actual ciudad de lamas, encontrando poca resistencia, donde crea una villa en la parte más alta de la ciudad de lamas; es decir los españoles ya encontraron etnias quechuas (Llacuash), que se agrupaban mediante clanes familiares, un grupo de ellos se encontraba a decenas de kilómetros de lamas, junto a una laguna donde residían varios clanes familiares de nombre suchiches, pinchis en el norte y la etnia de los cumbazas cruzando el río shilcayo; La laguna posteriormente durante la colonia fue llamada suchiche en nombre del clan familiar que vivía alrededor, luego fue desecada.
Posterior a la conquista, y habiendo fundado la ciudad de Lamas, algunos de los soldados españoles se quedaron a radicar en la ciudad, enriqueciéndose con el comercio de los exóticos productos de la rica nación maynas, así empezó el intercambio comercial entre las llamadas villas de Tarapoto, Moyobamba, Chachapoyas, Cajamarca y la capital del virreinato del Perú, Lima.
Un tiempo después, continuo la colonización, establecida y ejecutada primero por misioneros jesuitas a la ciudad, hasta que, en el año 1769, el Rey de España ordena al virrey Manuel de Amat y Junyent, expulsar a todos los Jesuitas del Virreinato del Perú, esto provocó estragos en las comunidades nativas, que provocaron una suerte de destrucción de la identidad de la etnia de los motilones y los cumbazas.
Los franciscanos que ya tenían misiones de colonización en los pueblos y ciudades de la sierra norte, cumplieron un papel preponderante en las ciudades de Moyobamba, Lamas y Tarapoto, reemplazaron a los jesuitas en las misiones de evangelización, estas ciudades sirvieron como centros de abastecimiento para las misiones franciscanas a las espesas selvas del oriente, Por su ubicación estratégica Tarapoto fue el núcleo de la colonización para la entrada a la densa selva baja, y centro de explotación nativa para llegar a las villas de Yurimaguas e Iquitos en la nación de los maynas (actual departamento de Loreto), además de controlar las ambiciones territoriales de los portugueses.

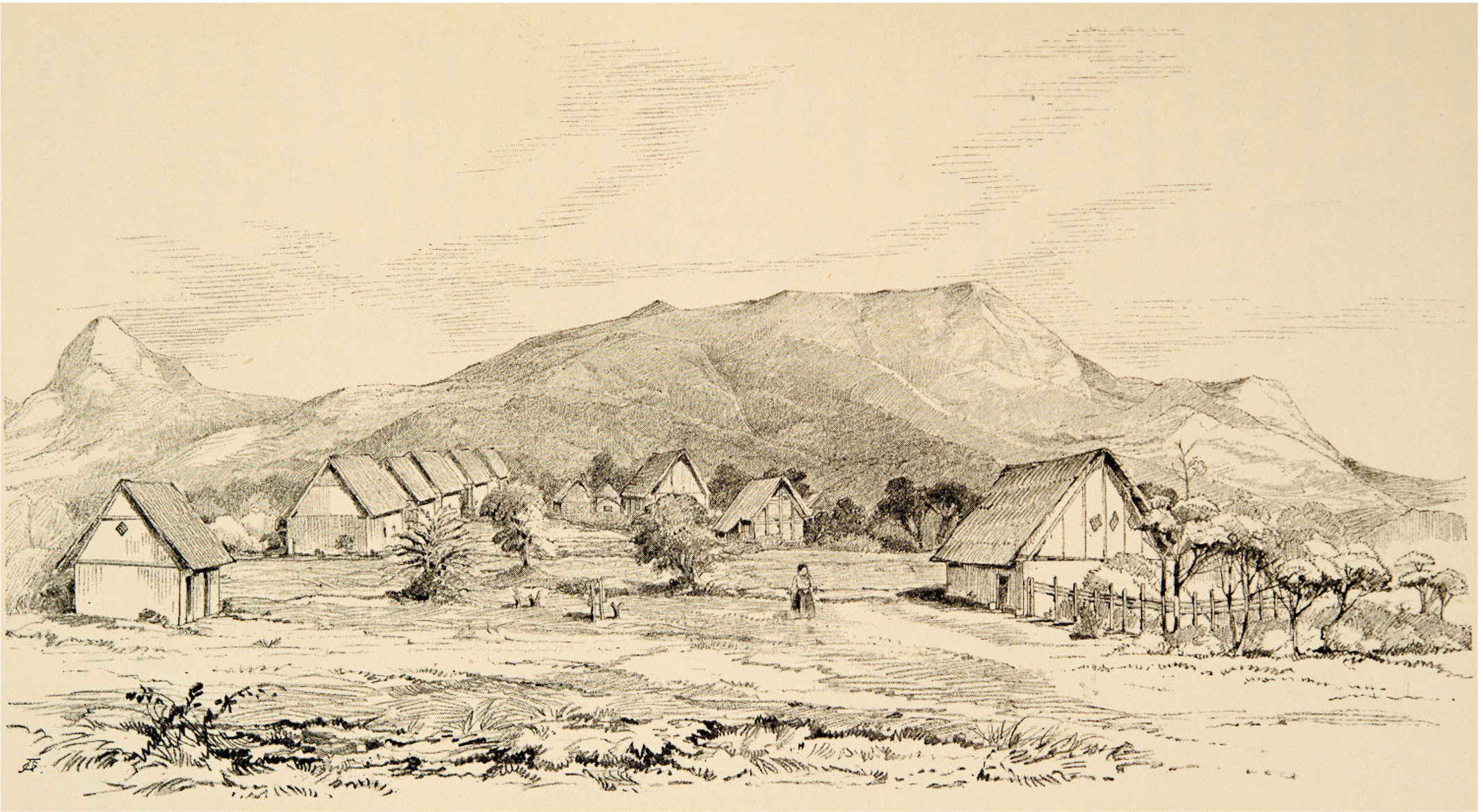
Dibujo del distrito de Juan Guerra en Tarapoto, por el médico y naturista inglés Richard Spruce en 1856, en su viaje por la amazonia Peruana, radicando en tarapoto por 2 años, descendió del monte Guayrapurima a un arroyo claro, que tenía "el pedazo de helecho más rico que había visto en el mundo" el cual lo nombró: "Platycerium andinum", llamado como "Corona de los Ángeles".

"En el año 1739, se creó el virreinato de nueva Granada y tenía como audiencia a Quito. Por orden real, a esta audiencia se incorporaron las tierras de Jaén de Bracamoros, Maynas, Quijos, Sucumbios y Canelos. La ciudad quedó bajo la jurisdicción de la audiencia de Quito durante 63 años hasta el rey de España, Carlos IV, el 15 de julio de 1802, quien ordenó mediante la cédula real, la devolución de los territorios cedidos. Los informes del gobernador de la comandancia general de Maynas, don Francisco de Requena, había ejercido un poder político admirable capaz de cambiar el sistema político y administrativo del virreinato de nueva Granada. Durante la colonia, Tarapoto conjuntamente con Lamas y Moyobamba sirvieron de centro de irradiación colonizadora, religiosa, administrativa y cultural de esa época. También como núcleo de explotación nativa en los obrajes, reducciones y como bestias de carga. Por su ubicación estratégica Tarapoto fue la sede de la colonización de la selva norte (Maynas) “camino forzado” para ingresar a la zona"
Se creía que Tarapoto fue fundada el 20 de agosto de 1782 por el obispo español Baltasar Jaime Martínez Compañón, sin embargo ahora sabemos que el poblado existía desde 1765, según el obispo relata en los documentos de viaje que se custodian en el Archivo General de la Nación de Colombia. Dichos documentos relatan que la formación de Tarapoto se inicia en 1765 cuando el ayuntamiento de la ciudad de Lamas emite un “Bando” (ordenanza) para trasladar la población al sitio llamado Tarapoto. Ese mismo año se trasladan familias enteras totalizando aproximadamente mil personas “al sitio nombrado Tarapoto, situada de la parte de allá del río de Cumbaza”. Según sus crónicas de viaje, la visita del obispo a Tarapoto sucedió después de su llegada a Lamas (14 de agosto de 1782). En sus notas pastorales dejadas en el libro de bautismos de la iglesia parroquial de Lamas el 29 de agosto de 1782 expresa que ya había visitado Tarapoto. En ningún documento precisa fecha exacta y no se ha encontrado otros documentos que confirmen la fecha de su visita. Como se puede leer en los documentos de su viaje, el obispo promete crear el curato de Tarapoto, es decir asignar un cura para atender la feligresía de una población ya existente, sin embargo, eclesiásticamente Tarapoto siguió dependiendo de Lamas por unos años más, como consta en los libros parroquiales Tarapoto. En ninguna parte de los cientos de folios relacionados con su viaje, menciona que él fundó Tarapoto, es más, al final del viaje hace una relación de los pueblos fundados y no menciona Tarapoto. 
Al parecer, para la época del traslado de parte de la población de Lamas a Tarapoto, este era un pequeño conglomerado de nativos residentes en su mayoría en el pequeño poblado de Cumbaza, la actual banda de Shilcayo, en la rivera de la quebrada del Choclino y otro a orillas de la cocha de Suchiche.

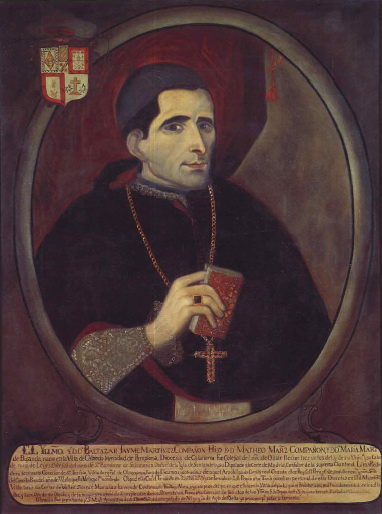
Monseñor Baltasar Jaime Martínez de Compañón y Bujanda.

¿De dónde se tomó la fecha del 20 de agosto de 1782?: la referencia más antigua encontrada sobre esta fecha es de Antonio Raimondi en una nota tomada durante su visita a Tarapoto en 1859, es decir, más de 70 años después de ocurridos los hechos precedentes, fecha en la cual ya habían fallecido todos los protagonistas y testigos directos. Raimondi hace una anotación en su libreta con dicha fecha de fundación, luego las transcribe en su obra y esta nota se cita o se usa como fuente por diversos autores como Paz Soldan. Esa es la fuente histórica que no se sostiene frente a las evidencias antes mencionadas redactadas por los testigos directos, incluyendo el protagonista (el obispo). En conclusión:
1. El obispo no fundó Tarapoto, fue su amor cristiano y su celo pastoral lo que dio impulso a la consolidación de Tarapoto que hasta ese momento estaba en una situación de incertidumbre frente a la ciudad de Lamas.
2. A su llegada en agosto de 1782, “el pueblo de Tarapoto” ya existía, entendiendo que era una población que en la jurisdicción eclesiástica estaba aneja a Lamas.
3. Su visita a Tarapoto sucedió después de su llegada a Lamas (14 de agosto de 1782) y antes de la redacción de sus notas pastorales en la parroquia de Lamas (29 de agosto de 1782). En ningún documento precisa fecha exacta.
4. La formación de Tarapoto se inicia en 1765 cuando el ayuntamiento de la ciudad de Lamas emite un “Bando” (ordenanza) para trasladar la población al sitio llamado Tarapoto. Ese mismo año se trasladan familias enteras totalizando aproximadamente mil personas “al sitio nombrado Tarapoto, situada de la parte de allá del río de Cumbaza”.
5. A raíz de su visita el obispo promete crear el curato de Tarapoto, es decir asignar un cura para atender la feligresía de una población ya existente. Este hecho recién se concreta años después, como consta en los libros parroquiales de Lamas y Tarapoto.
El 15 de julio de 1802 se crea mediante Real Cédula la Comandancia General de Maynas, quedando Tarapoto comprendido en esta jurisdicción.

### Época republicana
La descripción más antigua de la ciudad, en la época republicana fue descrita por Frederick Lowe, en su libro Journey From Lima to Para, across the andes and down the amazon, durante los años 1836, posteriores al nacimiento de la nación peruana como república, lo describe como una villa pintoresca, Lowe llegó hasta Tarapoto mediante el río Huallaga, en esa época el distrito de Juan Guerra tenía un puerto ubicado en el río mayo, mediante el cual se unía a Tarapoto por un camino sombreado de árboles, Lowe describe que, en Juan guerra se encontraban los mejores fabricantes de canoas del país de hasta 30 pies de largo, que luego eran comerciadas a través del río Huallaga, describe a Tarapoto como un pueblo sobre un terreno en pendiente, donde el suelo es arenoso y algunos puntos de la ciudad tienen roca de granito atravesando las calles en algunas partes, las viviendas estaban construidas de caña brava y cementadas con barro o quincha.
"Las mujeres de la ciudad estaban vestidas de blanco, estas cubrían sus cabellos con dos largas trenzas llenas de flores y cintas, los hombres vestían de un pantalón corto algunos azules, otros blancos y una especie de camiseta blanca, en la ciudad crecía una especie de algodón de nombre tocuyo que los nativos lo hilaban y convertían en prendas y pañuelos, El algodón, las gomas, las resinas y la cera blanca eran los principales productos y moneda de la ciudad, había por ese entonces una tienda de baratijas del imperio británico en una pequeña casa ubicada alrededor de la plaza principal". Según lowe la ciudad tenía 4 mil habitantes por aquellos años, dato brindado por el padre Eusebio, el sacerdote de la ciudad.

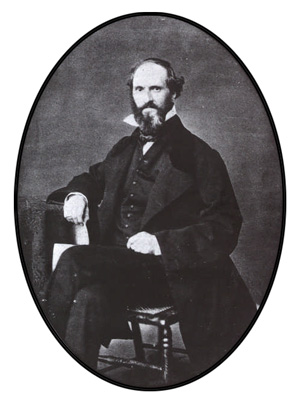
Richar Spruce, el médico y naturista, radicó en Tarapoto por dos años maravillado por la riqueza botánica de la selva del oriente peruano.

El 18 de octubre de 1853, el congreso aprueba que el Pueblo de Tarapoto en adelante se denomine Villa. 
A raíz de los acontecimientos narrados por Frederick Lowe y maravillado por el relato de las imnumerables plantas y animales en la alta Amazonía peruana, en el año de 1856, el Botánico Inglés Richard Spruce amigo y colega de Alfred R. Wallace, codescubridor junto a Charles Darwin del principio de la selección natural, llega a Tarapoto y se queda a radicar por dos años en la ciudad, estudiando el arbol de la shiringa o caucho, identificando miles de especies de plantas nuevas para el hombre europeo, especialmente para los reales jardines botanicos de Kew de Londres, su trabajo en las inmediaciones de Tarapoto sirvió para conocer y documentar una gran cantidad de especies nuevas para la ciencia y los fundamentos botánicos del genero Hevea, la fuente actual de la goma o el caucho amazónico.
El 7 de febrero de 1866, cuando se erige en departamento la provincia litoral de Loreto, se crean cuatro provincias, siendo una de ella la de Huallaga con su capital, la ciudad de Tarapoto, quedando oficialmente establecida la denominación de ciudad.

Años después en su segundo viaje al oriente peruano en el año 1874, el naturista Italiano Antonio Raimondi, llegó desde Moyobamba a Tarapoto, acompañado de nativos que cargaban su equipaje y los víveres que traía consigo, en su libro “El mensaje vigente”, relata: 
“Desde que se estableció la navegación a vapor en el río Amazonas, la población de Tarapoto ha ido progresando a grandes pasos; pues tiene por medio de los ríos una comunicación fácil con Brasil (…). Tarapoto podría por su ventajosa posición, engrandecerse y superar a la misma capital del departamento".

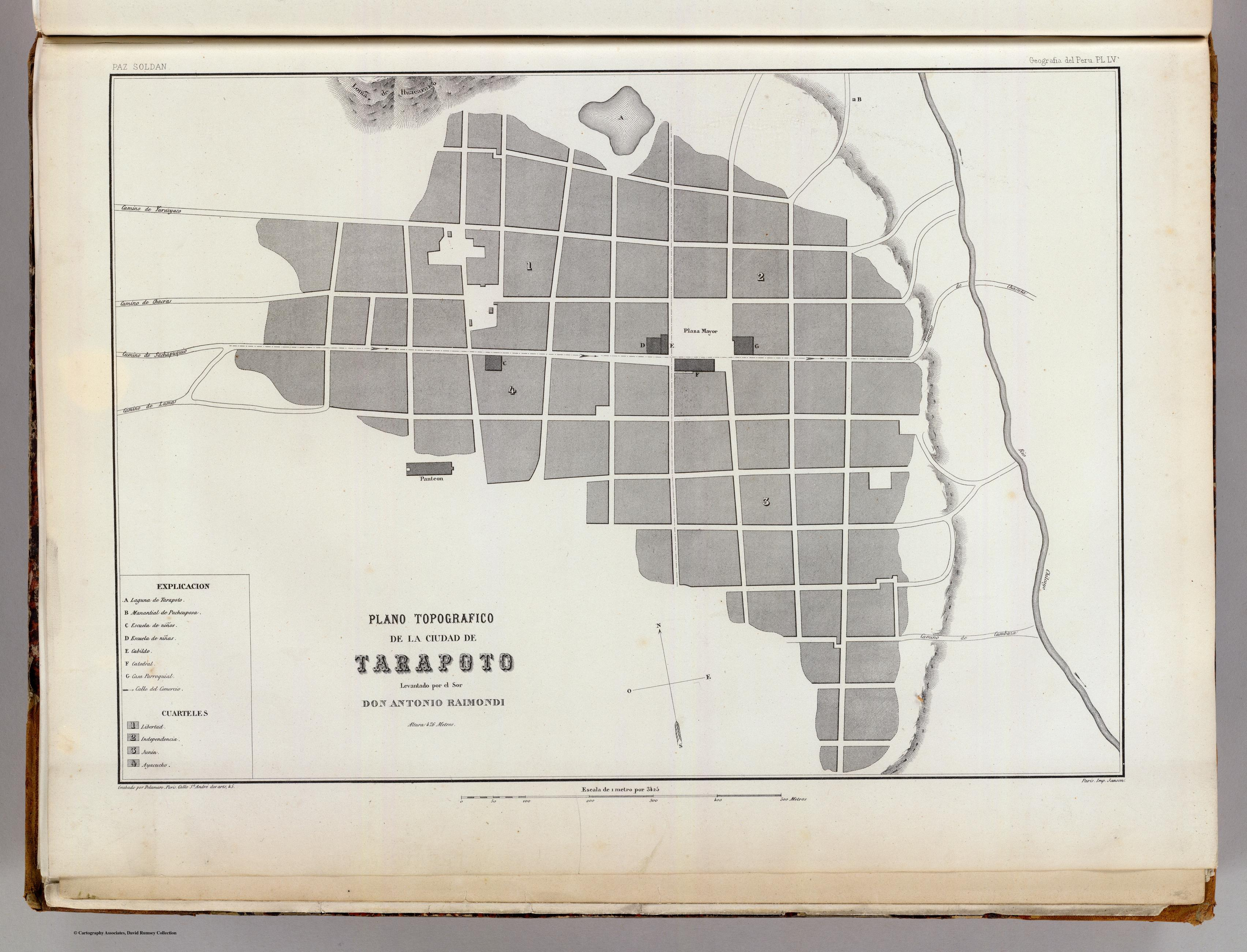
Plano de Tarapoto, Antonio Raimondi, 1874.

Luego del nacimiento de la república, la ciudad empezó a recibir migrantes de distintos lugares del interior del país, fue en el apogeo del caucho que la ciudad sirvió de centro de distribución de bienes hacia las ciudades de Yurimaguas e Iquitos y viceversa para su distribución mediante animales de carga a la ciudad de Lima, fue durante esos años que junto a la ciudad de Moyobamba, sufrió un despoblamiento masivo, fruto de la fiebre del caucho, donde se requería una ingente mano de obra en la nueva y pujante ciudad de Iquitos como centro de producción de este recurso.
Entre los años 1853 a 1860 en el gobierno del presidente José Rufino Echenique, habría propiciado la inmigración para poblar en parte la ciudad por comunidades de europeos traídos por las promesas de riquezas del Nuevo Mundo, el cual fracasó y solo unos cuantos lograron llegar a la ciudad.

Desde el 14 de septiembre de 1906, la ciudad forma parte del departamento de San Martín.
Entre los años 1913 a 1914, arribaron las misiones pasionistas a la ciudad, embarcando desde el puerto de Bilbao hacia la Amazonía peruana, invitados por el entonces obispo de Chachapoyas, monseñor Emilio Lissón, tras meses a caballo llegaron a Tarapoto, construyendo una parroquia al frente de la plaza de armas, que ya contaba con una catedral de los franciscanos construída de tapial descrita por Raimondi en 1874, por lo que Tarapoto sirvió de base para que los pasionistas lleguen a las comunidades de yurimaguas y las etnias aguarunas.
Al finalizar el siglo XIX, y a inicios del siglo XX, un grupo de ciudadanos chinos, liberados de la esclavitud en la costa, arribó a la ciudad trayendo consigo el cultivo del arroz.

### Época contemporánea
El siglo XX marcó un hito a la ciudad, con la llegada del primer avión en los campos del aeródromo ubicado en el barrio partido alto inaugurado el 10 de agosto de 1937, posteriormente la llegada del primer automóvil marco un hito en el desarrollo de la ciudad.
A mediados de 1950, la municipalidad realiza la compra de maquinaria pesada, se empieza a abrir trochas, una de ellas fue la vía que conectó la parte céntrica de la ciudad con el aeropuerto que en aquellas épocas ya se estaba empezando a construir en la parte baja de la ciudad.
El aeropuerto entró en operación en 1960, en la parte baja de la ciudad, en el actual barrio huayco, nombrándose Guillermo del Castillo Paredes, en honor del cadete FAP, natural de Tarapoto que falleció en una práctica de vuelo en 1956 en Chilca.
Hacia 1960,Tarapoto aún no se encontraba conectado mediante carreteras con las ciudades de la costa peruana, se llegaba a la ciudad por medio de caminos construidos en la colonia, mediante vía aérea o mediante el pequeño puerto fluvial que se encontraba en Juan Guerra, Chazuta, para luego seguir por la vía que conectaba Tarapoto con Yurimaguas teniendo acceso al río navegable del Huallaga, Marañón y Amazonas. 

El proyecto de hacer una carretera que conecte el nororiente peruano con la carretera panamericana en la costa peruana se hace realidad en la década de los sesenta, el entonces presidente Arq. Fernando Belaúnde Terry, en el año 1967, conecta las ciudades del alto mayo, entre ellas Rioja y Moyobamba llegando a la ciudad de Tarapoto en el año 1968, la carretera fue el motor del desarrollo de la ciudad, entre los años 1971 a 1976 Tarapoto desplaza a la ciudad de Moyobamba como la ciudad más importante de la región, ya que la ciudad concentraba los productos agrícolas de la región, además era la puerta de ingreso hacia la selva baja y al bajo Huallaga esa conexión lo llevó una increíble explosión demográfica.
<<fue todo un acontecimiento ver como la maquinaria que venía de Moyobamba y la que iba de Tarapoto llegaran a encontrarse, produciéndose un choque cultural inesperado para Tarapoto, que por su condición geoestratégica, fueron muchos los que llegaron a Tarapoto, para iniciar una nueva vida, comerciantes, aventureros y sobre todo gente con empuje que siendo de otras partes del país, se convirtieron en tarapotinos.>>
En 1979 la población de Tarapoto se alza en una multitudinaria protesta social frente al olvido del gobierno central solicitando la creación de una Universidad en 1979, es por ello que mediante el Dectreto Ley N°22803 de 1979 en el gobierno del entonces presidente Morales Bermúdez se crea la Universidad Nacional de San Martín.
Durante los años 1987 a 1993, la ciudad empieza a sufrir una espiral de violencia terrorista del movimiento maoísta sendero luminoso y el MRTA, que destruía constantemente las torres de alta tensión y atacaba constantemente las bases policiales y del Ejército peruano.

Río Cumbaza, distrito de Morales.

Destacando el caso de la masacre de las gardenias o la masacre de Tarapoto, donde el Movimiento Revolucionario Túpac Amaru asesino a personas con tendencias homosexuales el 31 de marzo de 1989.

Durante la espiral terrorista se produjeron innumerables muertes en la ciudad, los ataques a puestos policiales y torres de alta tensión eran el pan de cada día, el estado peruano recién se hacía de manifiesto en la abandonada selva peruana en inicios de los años 1960, habiendo acentuado esas diferencias a fines de los años 1980, cuando las ciudades de la selva del oriente peruano olvidadas por el centralismo limeño, se vieron manchadas de sangre, durante la época del terrorismo, que se vio menguado en principio, por los comités de autodefensa, la masificación del proceso de escolarización, la expansión de la economía de libre mercado implementado por el presidente Alberto Fujimori, la ley de arrepentimiento; y las grandes migraciones del campo a la ciudad, por lo que Tarapoto se presentó como una zona de refugio de los pueblos del alto huallaga y huallaga central. 
"Entre costa, sierra y selva. La gravitación económica, demográfica y simbólica de Lima y la costa en desmedro de los Andes, se fue acentuando conforme avanzaba el S.XX, hasta desembocar en la crisis de la sociedad andina tradicional. Paralelamente, la amazonía fue convirtiéndose en una zona de frontera donde los proyectos modernizadores del Estado naufragaron casi apenas formulados"
El 11 de marzo de 1993, en el distrito de morales se produjo un enfrentamiento entre los miembros del MRTA y efectivos del Ejército Peruano, El saldo produjo 2 muertos y 9 heridos.
Las épocas de la barbarie del conflicto armado interno y de los movimientos paramilitares fueron registrados por la comisión de la verdad y reconciliación.
Ver: Época del Terrorismo en el Perú
Para fines del año 1993, la ciudad se encontraba ya pacificada, desde aquellos años sufrió un incremento exponencial de la población y crecimiento urbano, sumado al asfaltado de la carretera marginal de la selva hoy llamada en nombre del presidente Fernando Belaúnde Terry y la recién asfaltada carretera hacia Tocache, con conexión a la sierra central; en los años 2000, la ciudad comenzó a crecer vertiginosamente, producto de la gran expansión agrícola y el aumento extensivo de las áreas de cultivo en zonas aledañas, la ciudad vio una acelerada y desordenada expansión urbana y demográfica, en esta década es donde se realizan proyectos para el desarrollo alternativo en el departamento de San Martín, el cual tuvo bastantes resultados positivos con el desarrollo e implementación del monocultivo del Cacao, Arroz y Palma Aceitera.
El crecimiento demográfico de la ciudad en la década del 2010 al 2020, se vio acentuada con la llegada de los Grandes Hipermercados, el primero de ellos, multicines "cinerama plaza" en el primer trimestre del año 2012; en el año 2014 se inauguró la segunda cadena de multicines, Cinestar; con varias tiendas menores ubicado en el distrito de morales; En la ciudad ya existían pequeños centros comerciales, sumándose en el año 2018, el primer mall del tipo strip center "Plaza Center", trayendo consigo el primer Hipermercado de la región "PlazaVea" y el primer Homecenter "Promart" del grupo peruano Intercorp, en el 2019 se suma la cadena de Hipermercados Precio Uno; por lo que la ciudad llega a destacarse como el mayor atractivo polo de inversiones del nororiente peruano, superando a la ciudad de Iquitos. 

Av. Alfonso Ugarte, con vista a Cinerama en Tarapoto.

Actualmente, Tarapoto es principal eje turístico y comercial de la región San Martín, el centro de las redes terrestres y áreas en el nororiente peruano, el cual se distingue por su gran movimiento comercial, su enorme variedad de lugares turísticos, su clima cálido y fresco, además de un gran potencial de desarrollo urbano con vista a la cadena montañosa del área de protección cordillera escalera que lo rodea, fruto de ello es el enorme crecimiento de urbanizaciones, edificaciones e industria; convirtiéndolo en un polo de desarrollo de la Amazonía Peruana.
Según el libro "Gobiernos Regionales" (1980) del Ingeniero politólogo Andrés Tinoco Rondan se menciona a Tarapoto como la ciudad eje para el proceso de regionalización transversal peruana. A treinta años del estudio mencionado, se ha logrado "su desarrollo natural" previsto.

Una vista de drone de la ciudad de Tarapoto, desde el distrito de Morales (2021).

## Población

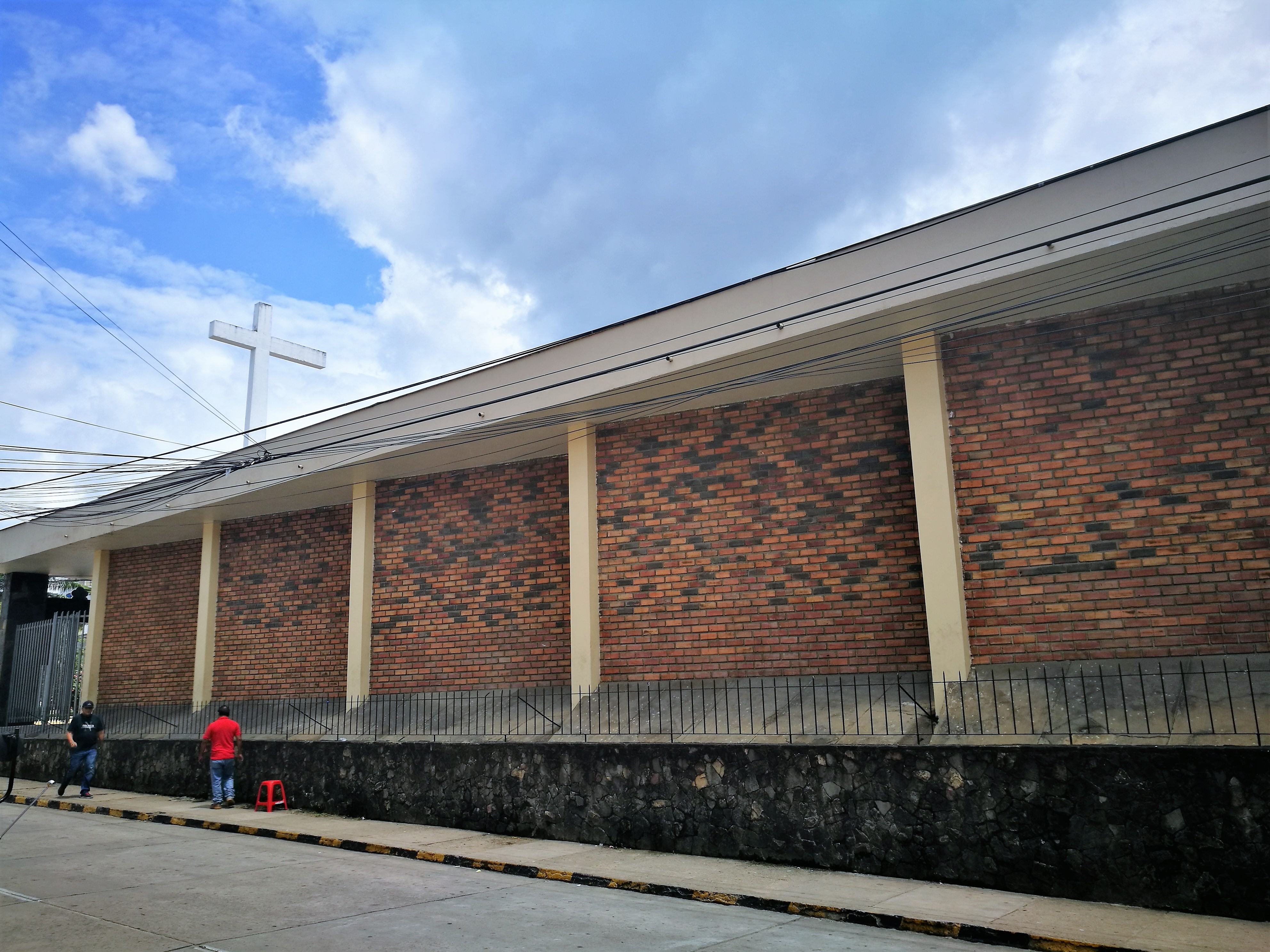
Iglesia Tarapoto

En el área metropolitana de Tarapoto, donde se localiza la mayor concentración poblacional urbana del departamento de San Martín (28.57 %), se distinguen dos zonas con características propias: el casco urbano y la zona urbana marginal, en el contexto de la organización espacial departamental, Tarapoto actúa como el área principal de atracción de los flujos migratorios intra y extraregionales, concentrando el mayor porcentaje del equipamiento de servicios públicos y privados. Este hecho ha incidido para el rápido crecimiento que evidencia en relación con los demás centros poblados de San Martín.
Esta realidad, es consecuencia del progresivo aumento de la población inmigrante que en la búsqueda de espacio para establecer sus viviendas ha dado lugar a las urbanizaciones, pueblos jóvenes, asentamientos humanos, asentamientos vecinales y habilitaciones urbanas que ahora existen en la periferia del casco urbano de la ciudad.
El sistema urbano actual de la ciudad de Tarapoto, ya conformado como una metrópolis, gracias a la principal vía la carretera, Fernando Belaúnde Terry, y a su actividad comercial, que a través de los años ha sufrido diferentes modificaciones tanto urbanos como viales, por la densidad poblacional existente, que en el afán de crecer y buscar espacios donde habitar, y propiciaron con ello mayor desorden urbano.
La ciudad de Tarapoto ha experimentado un crecimiento acelerado y a su vez desordenado debido a la falta de planificación. En el año 1960, Tarapoto, Morales, y La Banda de Shilcayo contaban en su conjunto una extensión de 220 hectáreas, con una población de 16 000 habitantes y una densidad de 72 72 hab./hectárea. En esa época, el distrito de Morales aún se hallaba separada físicamente del continuo urbano, mientras que La Banda de Shiclayo se vinculaba aún más, por su cercanía al centro de Tarapoto. En esa época, como en la mayoría de las ciudades, se apreciaba un crecimiento lineal, tomando como referencia las principales vías de acceso a la ciudad. En la actualidad, el tejido urbano se encuentra articulado, merced al desarrollo local. Se observa que la densidad disminuye, fruto del crecimiento lineal existente, con grandes extensiones de terrenos aún sin ocupar.
La densidad neta, por su parte, registra un fuerte incremento en el periodo de 1998 al 2004, Tarapoto sube de 96 a 124.96 hab./ ha.; y La Banda de Shilcayo tiene un incremento notable, de 54 a 108 hab./ha., mientras que Morales desciende de 79 a 54 hab./ha.
Actualmente al 2022, la mancha urbana de la metrópolis amazónica cuenta con un área de 60.8 km², con 3,000 habitantes por kilómetro cuadrado (km²); siendo el barrio comercio el más densamente poblado, recientemente la ciudad cuenta con un Plan de Desarrollo Urbano (PDU) y un Plan de Acondicionamiento Territorial (PAT), instrumentos de gestión que permitirá planificar de manera ordenada el crecimiento y desarrollo urbanístico, comercial e industrial en un radio promedio de 30 kilómetros, que incluye a los distritos de Tarapoto, Morales, La Banda de Shilcayo, Juan Guerra y Cacatachi., y como planes de desarrollo ordenado y planificado de la ciudad, siendo la primera ciudad de la Amazonía Peruana que cuenta con planes urbanos, con proyección de crecimiento vertical, horizontal en áreas urbanizables de conjuntos de viviendas, centro financiero, parques culturales, zonas industriales, parques comerciales, parques de exposiciones, entre otros. 

Distrito de Morales, vista al Puente Cumbaza y al ovalo del soldado

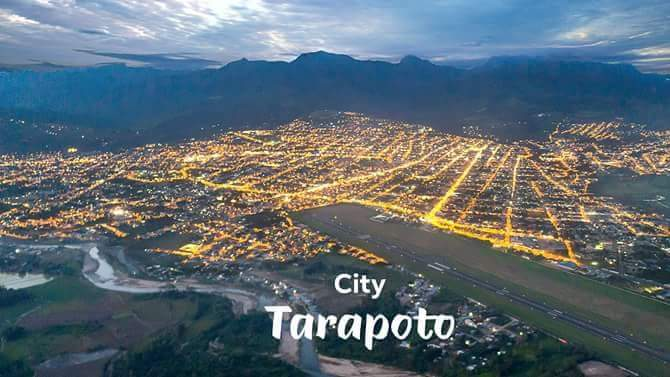
Ciudad de Tarapoto desde las alturas

La ciudad cuenta con varios barrios:
- Distrito de Tarapoto

Barrio Centro, barrio Comercio, barrio Huayco, barrio la Oyada, Partido Alto, Punta del Este, Circunvalación, Los Jardines, Tarapotillo, Coperholta, Nueve de Abril, Fonavi, Atumpampa, Andrés Avelino Cáceres, Diez de Agosto, Yumbite, Santa Rosa de Cumbaza, San Juan de Cumbaza, San Martín de Cumbaza, Diez de Agosto, Vista alegre, Tulumayo, 
- Distrito de la Banda de Shilcayo

Banda Centro, Villa Autónoma, Maucallacta, Satélite, La Molina, La victoria, Venecia, 2 de febrero, San Juan, Las Flores, La florida, Las Praderas, barrio Nadine Heredia, Progreso, Santa Bárbara, Sanangillo, Urb. Los Sauces, Las Palmas, Tres de Octubre, Nuevo Horizonte, Bello Horizonte, La Unión, Urb. San Borja, La Molinera, .
- Distrito de Morales

Morales Centro, Los Andes, Las Palmeras, sector San Martín, la Planicie, sector Oasis, sector Santa Elena, Santa Lucía, Cumbaza, Mirador San Pedro.
- Distrito de Juan Guerra

Juan guerra parte alta, Juan Guerra baja.

Condominio del parque Tarapoto

- Distrito de Cacatachi

Cacatachi, churusapa.

## Demografía
La ciudad presenta una demografía étnica de características mixtas, siendo esta predominantemente de población mestiza.
Durante la colonia, en el siglo XVII (1601-1700) hasta el siglo XVIII (1701-1800), la población era predominantemente indígena, destacando la etnia de los "Cumbazas" y los "Suchiches" que radicaban a orillas del río Shilcayo. Posteriormente a inicios del nacimiento de la república peruana en el siglo XIX, y durante el gobierno del presidente Ramón Castilla se fomentó la inmigración europea Alemana, Francesa, Italiana, Yuguslava, China, entre otros, quienes llegaron en diversas oleadas a la ciudad y los diferentes poblados de la Región San Martín.
En el año 1853 siendo Presidente del Perú, Don José Rufino Echenique, se habría propiciado la inmigración para poblar la selva peruana, en su gobierno aproximadamente 1500 europeos, en su mayoría alemanes, irlandeses, ingleses, yugoslavos, italianos, franceses, etc, inmigraron al Perú siendo su destino la selva del oriente peruano lo que hoy día es la ciudad de Tarapoto, algunos quedando disgregados en las ciudades de Cajamarca y Moyobamba, también a inicios del siglo XX una pequeña parte de colonos chinos llegaron durante la época de la república de Sun Yat-sen entre los años de 1912 a 1945.
Desde los años 1988 a 1993, la ciudad presentó una fuerte inmigración mayormente de las regiones de Amazonas y Cajamarca, el espectacular crecimiento demográfico se vio incrementado por las actividades predominantemente agrícolas, el narcotráfico y el terrorismo en el sur de la región San Martín reforzó esta dinámica durante estos años.

En la actualidad, la población de la ciudad presenta una variedad étnica de mayoría mestiza, y en menor medida caucásicos, desde el año 2017 a la actualidad, ha acogido a aproximadamente mil quinientos extranjeros de nacionalidad venezolana, así como a personas de diferentes nacionalidades que han llegado atraídos por el cálido clima, el buen nivel de vida y los bajos costos de productos agrícolas, además de la amabilidad de la población local.

Vista aérea del barrio partido alto de la ciudad; está se encuentra rodeada de densa vegetación de selva alta de montaña.

Gráfico de Crecimiento Poblacional de la ciudad de Tarapoto
Fuente: INEI.
Tarapoto en 1836 poseía alrededor de 4,000 personas y mantuvo un lento crecimiento poblacional en el siglo XIX, la ciudad se despobló durante la fiebre del caucho; en 1940 la ciudad tenía una población de 8,693 habitantes, mientras el crecimiento exponencial de la población se inició después de la segunda mitad del siglo XX, en 1961 tuvo una población de 13 907 habitantes, con la construcción de la carretera marginal de la selva o denominado como carretera Fernando Belaúnde, en nombre del presidente que lo construyó: Arq. Fernando Belaúnde Terry; la curva de la explosión demográfica se incrementó de forma ascendente en 1972, la población pasó de 21,092 habitantes a 34,979 en 1981, y a 77,783 en 1993, mientras que, según el censo del 2007 subió a 117,189 hab. En consecuencia la tasa de crecimiento poblacional se aceleró durante los últimos años, producto de una alta tasa de inmigración, encontrando una evolución de 152,336 habitantes en el año 2016 a 183,471 habitantes en el año 2020, según el INEI y la Tasa de Crecimiento poblacional, en el año 2022 la población alcanzaría un total de 194,272 habitantes, sin considerar la población flotante.

## Transporte

### Terrestres

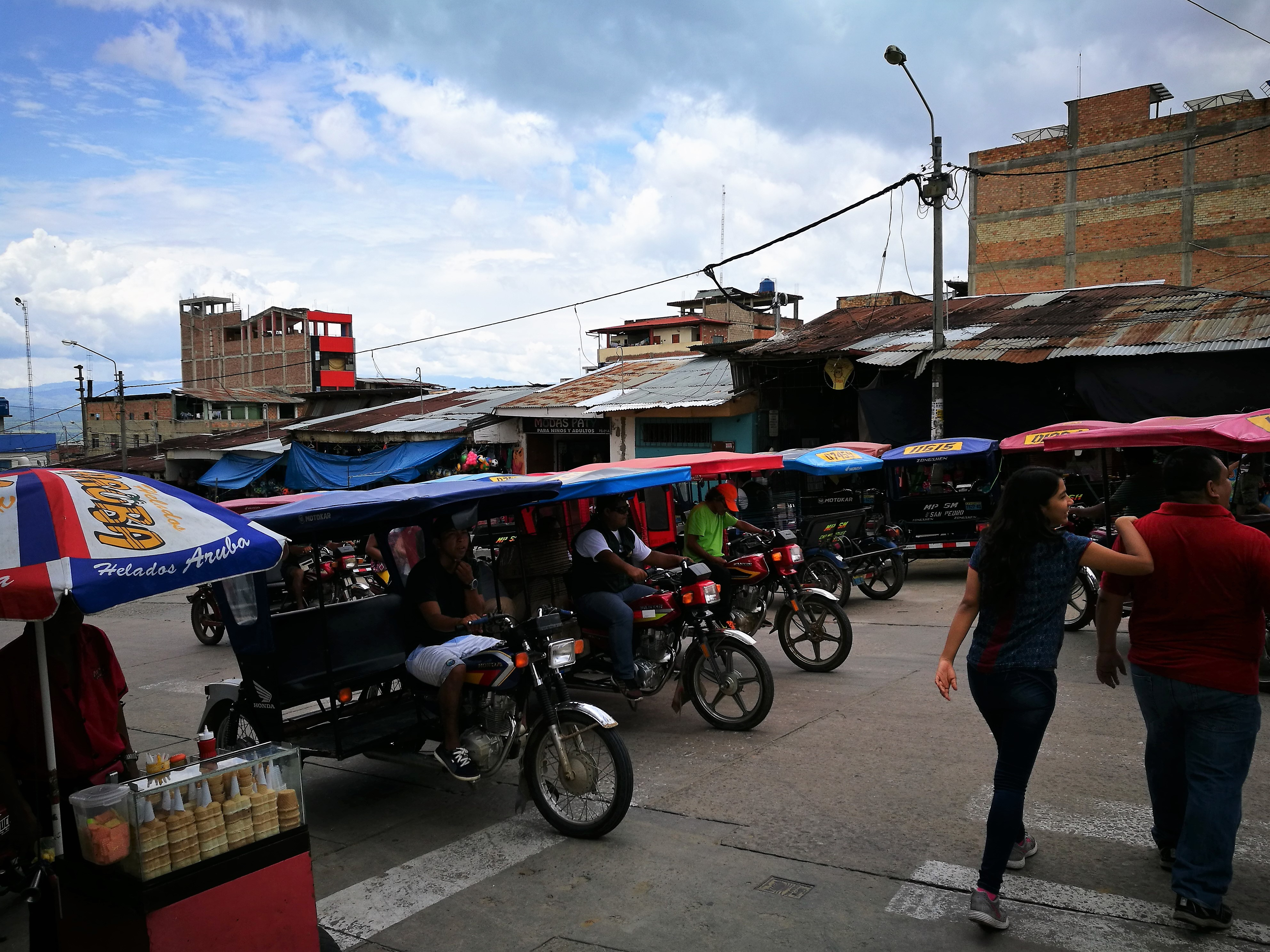
Mototaxis, o Motocar en el barrio comercio de la ciudad.

Vista del barrio comercio en Tarapoto.

La ciudad cuenta con amplias avenidas principales, entre las más importantes son:
- Av. Lima, cruza la ciudad desde el barrio comercio hasta el distrito de morales

- Av. Salaverry – Av. Orellana, cruza la ciudad de este a oeste.

- Av. Circunvalación, circunvala la parte alta del distrito de Tarapoto Conectando el centro con el Hospital Regional.
- Av. Antigua Vía de Evitamiento, conecta los tres distritos metropolitanos en la zona industrial.
- Nueva Vía de Evitamiento, vía construida entre los años 2012 a 2013 conectando los cinco distritos, para vehículos de carga pesada.
- Av. Fernando Belaúnde Terry, vía nacional que cruza todos los distritos de la ciudad.
- Av. Alfonso Ugarte, vía de mayor actividad comercial, conecta la parte céntrica y antigua de la ciudad con las zonas agrícolas y de expansión urbana.

El transporte urbano ha sido uno de los problemas más significativos en la ciudad. Desde 1975 hasta 1989, se contaba con vehículos de transporte público urbano que operaban mediante buses públicos. Lamentablemente, la ausencia de planes viales ha generado una serie de deficiencias en el servicio de transporte público. Esta situación ha llevado a que la mayoría de la población se vea obligada a adquirir sus propios vehículos, especialmente motocicletas y trimoviles (mototaxis), para suplir la falta de transporte urbano interdistrital. 
Tarapoto se comunica con sus distritos y centros poblados a través de varias rutas, en su mayoría, dependientes de la carretera Longitudinal de la Selva Sur. Esta carretera conecta a la mayoría de provincias y a las principales ciudades como Tocache, Juanjuí, Bellavista, Picota, Aucayacu y Tingo María.
Otra carretera de gran importancia es el Corredor Vial Interoceánico Norte, que conecta Tarapoto con Moyobamba, Rioja, Pedro Ruiz, Bagua Grande, Bagua, Jaén, Chamaya, Olmos, Piura y Chiclayo. Esta vía es la opción más rápida para llegar desde la selva norte a cualquier parte de la costa del país. Posteriormente, la carretera cambió de denominación a "carretera Fernando Belaunde Terry" y fue concesionada por la empresa IIRSA Norte, uniendo la ciudad de Olmos en Lambayeque con la ciudad de Yurimaguas en Loreto. Tarapoto se encuentra en el tramo comprendido entre los kilómetros 595 y 621 de esta vía.
Esta carretera conecta directamente con Moyobamba y hacia el oeste con la costa, así como con Juanjui hacia el sur y Huánuco hacia el norte. Hacia el norte, también se encuentra la carretera interoceánica que comunica con Yurimaguas, un puerto sobre el río Huallaga, lo que convierte a Tarapoto en un punto importante de confluencia.
En el gobierno del expresidente Ollanta Humala, se asfaltó gran parte del tramo de la carretera longitudinal de la selva hacia las ciudades de Juanjui y Tocache, conectando la ciudad con los departamentos de Huanuco, Pasco, Junín, también a la longitudinal de la sierra, y a la carretera central, mediante esta carretera se logra un menor tiempo de conexión con la ciudad de Lima a menos de 21 horas.

### Fluviales
Se puede llegar a Tarapoto mediante Yurimaguas (Puerto sobre el río Huallaga) desde Iquitos, existen también varios puertos fluviales pequeños como Shapaja, Picota, Bellavista; que interconectan los poblados ribereños de los principales ríos de la región como el río Huallaga.

### Aéreo

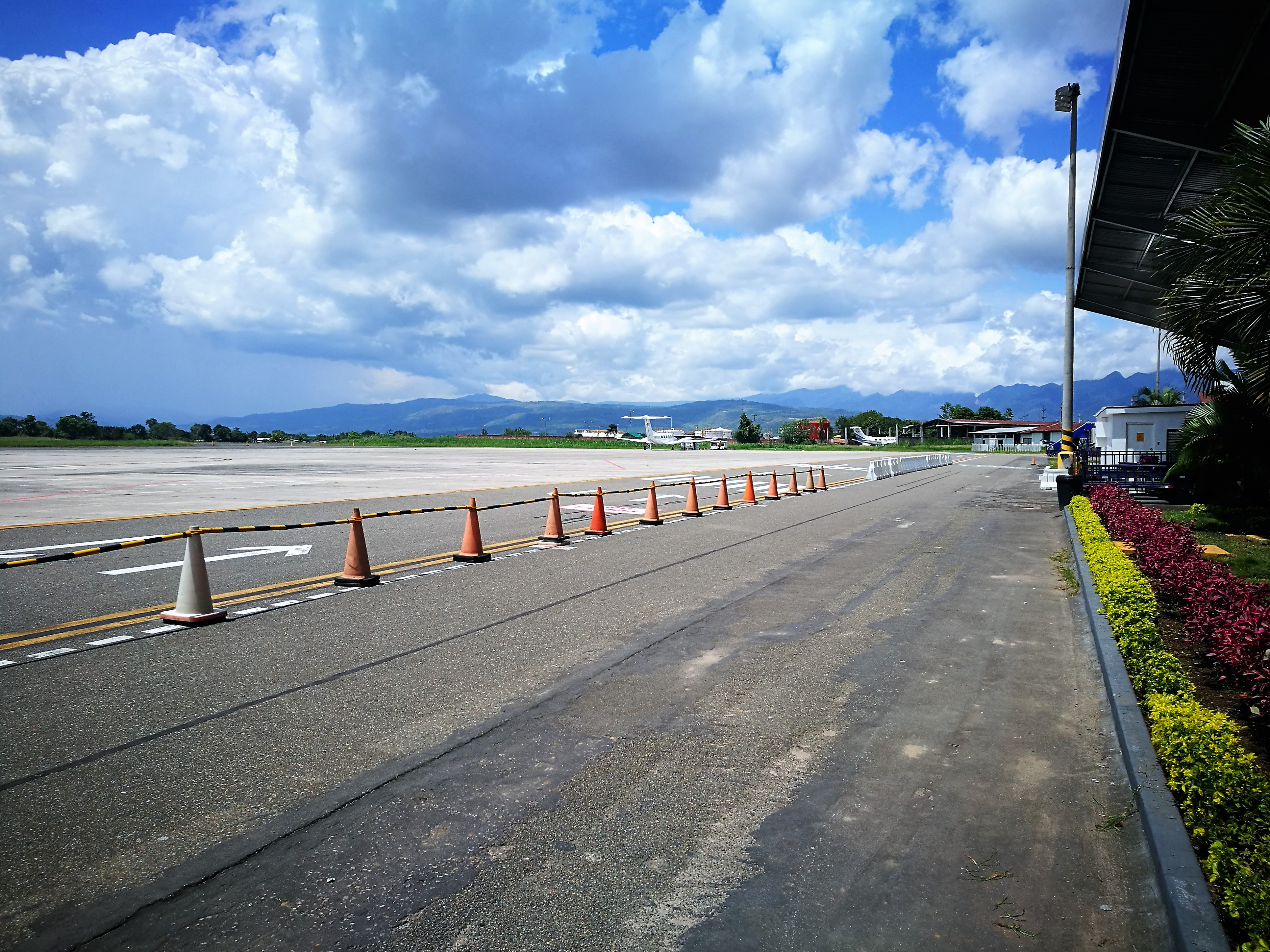
Aeropuerto Cadete FAP Guillermo del Castillo Paredes.

La ciudad de Tarapoto está conectado por vía aérea a través del aeropuerto Cadete FAP Guillermo del Castillo Paredes. El aeropuerto brinda vuelos diarios a las ciudades de Lima, Chiclayo, Arequipa y vuelos regulares a Pucallpa, Iquitos siendo uno de los principales aeropuertos con un importante flujo de carga y de pasajeros en el Perú. 

El aeropuerto cuenta con la Salas Caral VIP Lounge: Salas personalizadas con la esencia del Perú en cada uno de sus rincones, ofrecidos a los viajeros, turistas o ejecutivos. Se brinda un servicio completo con sus salones de espera VIP ubicados en los principales aeropuertos del Perú y México.
Sólo en el año 2017 según Mincetur, se llegó a un tráfico de pasajeros de 778 282 personas, siendo el quinto aeropuerto con mayor tráfico de pasajeros a nivel nacional. y una de mayor incremento porcentual, un 15.89%, influenciado por la enorme actividad turística y comercial que concentra la ciudad en todo el nororiente peruano.
En el año 2022, Tarapoto registró un total de 920 000 pasajeros, con un crecimiento anual del 16%, por encima del promedio nacional, eso se muestra en el enorme crecimiento turístico y de infraestructura. 
Las principales aerolíneas más importantes y de mayor flujo en el aeropuerto de Tarapoto son: 
- LATAM Perú (Ruta Tarapoto - Lima / Tarapoto - Iquitos)
- Peruvian Airlines (Cesó Operaciones)
- Star Perú (Ruta Tarapoto - Lima / Tarapoto - Chiclayo / Tarapoto - Iquitos)
- JetSmart (Ruta Tarapoto - Lima / Tarapoto - Arequipa).
- Viva Air Perú (Cesó Operaciones)
- Sky Airlines (Ruta Tarapoto - Lima)
- Movil Air (Rutas Interregionales periódicas)
- Saeta (Rutas Interregionales Tarapoto - Chachapoyas / Tarapoto - Rodriguez de Mendoza)

A inicios del año 2020 el gobierno peruano subsidia pasajes en las rutas hacia las ciudades de Rodríguez de Mendoza, Galilea y los distritos de Ciro Alegría, en el Departamento de Amazonas, para fortalecer la conectividad aérea e impulsar el desarrollo de las zonas de la amazonia.

## Servicios básicos
El servicio de agua y alcantarillado del ámbito metropolitano de la ciudad de Tarapoto, es responsabilidad de la Empresa Municipal de Agua Potable y Alcantarillado San Martín S.A. (EMAPA-OTASS), se encuentra en desarrollo la ejecución del proyecto PTAR de la ciudad que se ejecutará mediante la modalidad de iniciativa privada cofinanciada.

Vista del ingreso al hospital N2 en el barrio alto de la ciudad de tarapoto.

El abastecimiento público y privado de energía eléctrica de la ciudad está a cargo de la empresa Loretana ELECTRO ORIENTE S.A, cuya planta Termo – Eléctrica tiene una potencia instalada de 90 MW, interconectada al Sistema Eléctrico Interconectado Nacional (SEIN).
El servicio de telefonía e Internet se encuentra conectada por la red dorsal de fibra óptica nacional de alta velocidad, El servicio de telefonía fija, y la inalámbrica lo brindan las empresas, Telefónica del Perú (movistar), Claro, Entel Perú y Bitel que tienen casi la totalidad de cobertura de la red 3G, 4G y 4.5G en la región, llegando el 5G a fines del 2022, es la ciudad Amazónica peruana con una de las mejores conexiones de internet del Perú, superando ampliamente a Iquitos. 
La ciudad cuenta además del mejor hospital regional de nivel II (MINSA) del Ministerio de Salud, hospital regional que atiende a los 813,381 habitantes de la región; además cuenta con el Hospital de Nivel II, de ESSALUD, y diversas clínicas privadas de alto nivel.

## Seguridad
En cuanto a Seguridad, la ciudad encabeza la lista como la ciudad más segura del País, con un bajo índice de inseguridad del 14.3% en el 2021, según el Informe Nacional de Estadística e Informática - INEI, en la "Encuesta Nacional de Programas Presupuestales".

## Distritos
La ciudad de Tarapoto está dividida en 5 distritos (Tarapoto, La Banda de Shilcayo, Morales, Cacatachi y Juan Guerra) y 1 distrito periférico (San Antonio de Cumbaza), tiene una Población de 193 316 habitantes, según las estimaciones del INEI al 2022, llegando a tener más de 200 mil habitantes en el área metropolitana, los que incluyen poblaciones como el distrito de San Antonio con localidades de San Pedro de Cumbaza y San Roque, además de existir una mayor población flotante no contabilizada. 
| Pos   | Distritos              | Población 2022 |
| ----- | ---------------------- | -------------- |
| 1     | Tarapoto               | 101 794        |
| 2     | La Banda de Shilcayo   | 52 334         |
| 3     | Morales                | 46 263         |
| 4     | Cacatachi              | 3 885          |
| 5     | Juan Guerra            | 4 270          |
| 6     | San Antonio de Cumbaza | 1 770          |
| Total | Total                  | 210 316        |

Fuente: Estimaciones y Proyecciones de Población por departamento provincia y distrito INEI 2022

Vista hacia la cordillera escalera, distrito de la Banda de Shilcayo.

## Geografía
La ciudad se encuentra en plena selva amazónica, en la parte nororiental del país, en la cuenca del río Huallaga, en la denominada "selva alta" o "ceja de selva", caracterizado por ser una región montañosa, una de las regiones más biodiversas y ricas en flora y fauna del mundo. La abundante vegetación tropical y la diversidad de especies hacen de esta área un paraíso natural, el relieve es variado y se caracteriza por colinas y pequeñas montañas cubiertas de vegetación, lo que brinda un paisaje encantador y exuberante, La ciudad está atravesada por varios ríos y cursos de agua, siendo los principales el río Huallaga y sus afluentes, como el río Shilcayo y el río Cumbaza. Estos ríos son vitales para el abastecimiento de agua, la agricultura y el turismo en la región.
Tarapoto se encuentra a una altitud de 353 m s. n. m., mientras que la provincia de San Martín tiene una variación de altitud entre los 120 y los 1600 m s. n. m.
La ciudad presenta relieves accidentados, con una topografía irregular en el núcleo urbano, reduciendo su altitud hacia la confluencia de los ríos shilcayo y cumbaza, presentando zonas de relieve poco accidentado en la parte sur, según el geógrafo peruano Javier Pulgar Vidal, en su tesis Las ocho regiones naturales del Perú, se encuentra ubicado en los límites de la selva alta (Rupa-Rupa) con la selva baja (Omagua).
La ciudad se encuentra rodeada en la parte norte del Área de conservación regional Cordillera Escalera, una hermosa cadena selvática montañosa de una enorme diversidad de flora y fauna, en especial de una increíble variedad de especies de aves, La singularidad geográfica del bosque húmedo de las montañas al norte y el bosque estacionalmente seco del neotrópico en el valle que conforma el río Cumbaza y el río Mayo caracterizan la enorme diversidad endémica en los alrededores, cuya disminución de esta riqueza biológica decrece conforme aumentan la urbanizaciones y las áreas de cultivo.
La geografía de Tarapoto, con su exuberante selva, impresionantes paisajes naturales y biodiversidad, la convierte en un destino atractivo para los amantes de la naturaleza y la aventura. La región ofrece una experiencia inolvidable para aquellos que buscan sumergirse en la riqueza natural de la selva amazónica peruana.

### Clima

Árboles de Quillosisa (Vochysia ferruginea) en un avenida de Tarapoto.

Plano Topográfico del valle en la desembocadura del río Mayo y la cuenca del río cumbaza, con la proyección de las carreteras y vías urbanas en el valle que rodea a la metrópolis de Tarapoto, la ciudad se encuentra asentada sobre una ladera, observándose grandes elevaciones en la cordillera escalera, que inicia desde los 300 metros sobre el nivel del mar, hasta los 1300 metros de altitud; se observa grandes áreas con poco desnivel, destinados a uso agrícola y con grandes extensiones para expansión urbana.

Según la Clasificación climática de Köppen, Tarapoto tiene un Clima ecuatorial lluvioso, del tipo Af, el cual se caracteriza por las temperaturas altas y precipitaciones constantes, por su altura y las montañas que rodean la ciudad, tiene un clima más fresco que otras ciudades principales de la amazonía peruana. Según el Senamhi La temperatura promedio diario de la ciudad varía entre 25 °C a 32°, durante los meses de noviembre, diciembre y enero es cuando se alcanzan las mayores temperaturas cercanas a 33 °C en promedio, siendo el mes de diciembre el más cálido llegando a alcanzar temperaturas cercanas a los 34 °C, que generan sensaciones térmicas cercanas a los 40 °C; durante el invierno en los meses de junio a agosto, es donde se tienen temperaturas que varían entre 17 °C a 31 °C, llegando a alcanzar en el mes de julio temperaturas mínimas de 17 °C (julio es el mes más frío y seco, con 58.3 mm/mes de precipitaciones). 
Las lluvias ocurren frecuentemente en verano y otoño, siendo la temporada de lluvias de diciembre a mayo, llegando a llover con mayor intensidad en el mes de marzo (156.2 mm/mes), y la temporada seca se dan en los meses de junio a agosto.
El clima tropical de Tarapoto permite que se mantenga una exuberante vegetación y una diversidad de flora y fauna típicas de la selva amazónica. Sin embargo, debido a las fuertes lluvias durante la temporada de invierno, es importante estar preparado para las condiciones climáticas al visitar la ciudad y sus alrededores. por ello se aconseja a los visitantes, Ropa ligera, repelente de insectos y protector solar, los cuales son elementos esenciales para disfrutar plenamente de la experiencia en esta encantadora ciudad amazónica.
| Parámetros climáticos promedio de Tarapoto | Parámetros climáticos promedio de Tarapoto | Parámetros climáticos promedio de Tarapoto | Parámetros climáticos promedio de Tarapoto | Parámetros climáticos promedio de Tarapoto | Parámetros climáticos promedio de Tarapoto | Parámetros climáticos promedio de Tarapoto | Parámetros climáticos promedio de Tarapoto | Parámetros climáticos promedio de Tarapoto | Parámetros climáticos promedio de Tarapoto | Parámetros climáticos promedio de Tarapoto | Parámetros climáticos promedio de Tarapoto | Parámetros climáticos promedio de Tarapoto | Parámetros climáticos promedio de Tarapoto |
| Mes                                        | Ene.                                       | Feb.                                       | Mar.                                       | Abr.                                       | May.                                       | Jun.                                       | Jul.                                       | Ago.                                       | Sep.                                       | Oct.                                       | Nov.                                       | Dic.                                       | Anual                                      |
| ------------------------------------------ | ------------------------------------------ | ------------------------------------------ | ------------------------------------------ | ------------------------------------------ | ------------------------------------------ | ------------------------------------------ | ------------------------------------------ | ------------------------------------------ | ------------------------------------------ | ------------------------------------------ | ------------------------------------------ | ------------------------------------------ | ------------------------------------------ |
| Temp. máx. abs. (°C)                       | 40                                         | 39                                         | 38                                         | 38                                         | 37                                         | 36                                         | 38                                         | 39                                         | 42                                         | 40                                         | 39                                         | 38                                         | 42                                         |
| Temp. máx. media (°C)                      | 32.1                                       | 31.6                                       | 31.6                                       | 31.1                                       | 31.3                                       | 31.4                                       | 31.3                                       | 31.8                                       | 32.1                                       | 32.3                                       | 32.2                                       | 31.2                                       | 31.7                                       |
| Temp. media (°C)                           | 25.7                                       | 25.1                                       | 25.1                                       | 24.9                                       | 24.7                                       | 24.3                                       | 24.1                                       | 24.7                                       | 25.4                                       | 25.4                                       | 25.4                                       | 25.4                                       | 25                                         |
| Temp. mín. media (°C)                      | 19.3                                       | 18.6                                       | 18.6                                       | 18.7                                       | 18.2                                       | 17.3                                       | 17                                         | 17.6                                       | 18.8                                       | 18.6                                       | 18.7                                       | 19.6                                       | 18.4                                       |
| Temp. mín. abs. (°C)                       | 14                                         | 14                                         | 14                                         | 13                                         | 12                                         | 9                                          | 7                                          | 10                                         | 13                                         | 14                                         | 14                                         | 14                                         | 7                                          |
| Precipitación total (mm)                   | 189                                        | 211                                        | 271                                        | 219                                        | 174                                        | 127                                        | 99                                         | 97                                         | 124                                        | 172                                        | 190                                        | 180                                        | 2053                                       |
| Fuente: climate-data.org                   |                                            |                                            |                                            |                                            |                                            |                                            |                                            |                                            |                                            |                                            |                                            |                                            |                                            |

## Economía

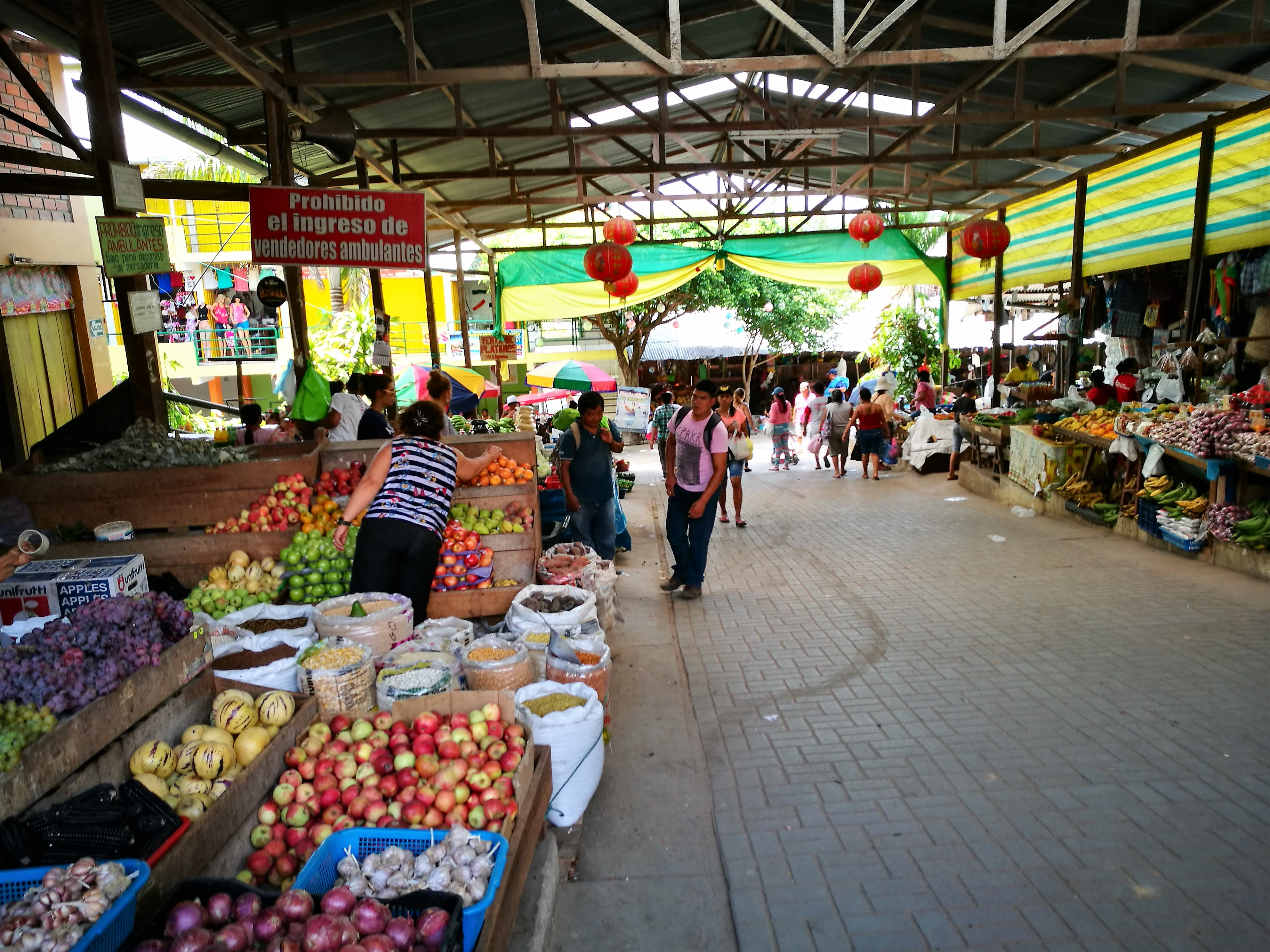
Mercado el Huequito, en el barrio comercio.

La economía de Tarapoto se basa en una combinación de sectores, aprovechando los recursos naturales y las oportunidades comerciales de la región amazónica peruana. Algunos aspectos clave de la economía de Tarapoto son los siguientes:
1. Agricultura: La agricultura es una de las actividades económicas más importantes en Tarapoto. La ciudad y sus alrededores cuentan con tierras fértiles que permiten el cultivo de diversos productos agrícolas. Entre los cultivos destacados se encuentran el café, el cacao, el arroz, el maíz, la yuca, el plátano y una variedad de frutas tropicales. Estos productos se destinan tanto al consumo local como a la exportación.
2. Turismo: El turismo es otro pilar fundamental de la economía de Tarapoto. La ciudad y sus alrededores ofrecen una rica variedad de atractivos naturales, como cataratas, lagunas, reservas naturales y una diversidad de flora y fauna. Además, la cultura local, la gastronomía y las tradiciones atraen a turistas nacionales e internacionales. El ecoturismo y el turismo de aventura son especialmente populares en la región.
3. Comercio: Tarapoto es un importante centro comercial en la región amazónica. La ciudad cuenta con diversos mercados y centros comerciales que ofrecen productos agrícolas, artesanías, textiles y otros bienes producidos tanto localmente como en otras partes del país. Además, el comercio se extiende a productos importados y exportados a través de los puertos cercanos.
4. Ganadería: La cría de ganado bovino y porcino es una actividad económica significativa en Tarapoto. La producción de carne y productos lácteos abastece tanto el mercado local como el regional.
5. Servicios: La oferta de servicios es un componente importante de la economía de Tarapoto. La ciudad cuenta con una variedad de negocios y profesionales que brindan servicios en el ámbito de la salud, educación, transporte, hotelería, gastronomía, entre otros.
6. Industria maderera: La región amazónica cuenta con una rica diversidad de madera y la industria maderera es una actividad importante en Tarapoto. Sin embargo, es esencial asegurar que esta actividad sea sostenible y respete el medio ambiente.

### Comercio
La ciudad se caracteriza por ser el núcleo y eje comercial del nor-oriente peruano, concentrando la producción agrícola primaria del departamento de San Martín y de la provincia de Alto Amazonas, por lo que la ciudad concentra los cultivos como café, cacao, arroz (se puede desarrollar tres campañas, de acuerdo al INIA), tabaco, plátano, papaya, sacha inchi, aceite biodiésel, palma aceitera, pacae, aguaje, estevia, acerola, productos de medicina natural, yuca, caña de azúcar, frejol, maíz , maní, mango, algodón, camarones, naranja, limón, uvas, entre otros productos que se cultivan en inmediaciones de la provincia y de la región San Martín, por ser un área de constante humedad tropical, y poseer una tierra muy rica en nutrientes, se le considera la despensa del Perú; la ciudad cuenta con pequeñas fábricas e Industria de agro exportación en la zona baja.
Los alrededores cuentan con grandes fábricas que van desde el procesamiento de puros y la exportación de tabaco negro (Nicotiana rustica) total o parcialmente desvenado o desnervado, hasta exportaciones no tradicionales como aceites de palma, Industria de procesamiento de Palmito preparados o conservados, aceite refinado de Palmiste, procesados de aceite de Sacha Inchi, arroz en sacos blanqueados o semiblanqueados, industria del procesamiento de filete de paiche congelado entero IWP, procesamiento de maderas aserradas o desbastadas longitudinalmente cortadas o desenrolladas, cajas y cartonales plegables de papel o cartón sin corrugar, hasta ensamblaje de trimóviles, ensamblaje de motocicletas, máquinas descascaradoras de granos, máquinas de procesamiento agrícola, además de manufactura de plástico reciclado - Bolsas, exportación de yogures, chorizos y cecinas empacados, además de concentrar una gran producción avícola y porcina.
Gran parte de estos productos agrícolas son a su vez, exportados al exterior e interior del país a través de la carretera interoceánica norte a las ciudades de la costa norte principalmente al puerto de paita en la región Piura, y al oriente mediante el Puerto fluvial de Yurimaguas a 3 horas vía terrestre, para a su vez proveer de productos a toda la región de Loreto, la producción agrícola también es exportados a la ciudad de Lima, Huánuco, mediante la carretera central, Ruta nacional PE-5N, carretera Fernando Belaúnde Terry. 
Los Sectores Agropecuario, pesquero y madera y papeles representan el más del 80% de la exportación de la ciudad, los mercados de exportación al extranjero son: Italia, Chile, Estados Unidos, Bélgica, otros, sólo en el sector agropecuario se tiene un incremento del 32.5%.
La creciente economía ha impulsado un enorme crecimiento de la Infraestructura, posee el mejor aeropuerto del nororiente, grandes hospitales del SIS y Essalud, hipermercados de gran tamaño y prestigiosas universidades de la amazonía y del oriente peruano, estas instituciones académicas cuentan con amplios campus y se destacan por su investigación científica y académica, además la ciudad alberga las mejores clínicas privadas de la región, respecto a la evolución de la actividad económica la ciudad creció a un ritmo del 6.1% entre el 2001 al 2017 por encima de los promedios anuales. los sectores más dinámicos fueron agropecuarios, turístico y servicios, este crecimiento se ha evidenciado en el crecimiento del empleo y del PEA, sumado a la alta tasa de crecimiento poblacional, evidenciándose en unas de las tasas de mayor crecimiento de consumo de energía eléctrica per-cápita de la macrorregión norte del país. 

Diversidad de productos locales ubicados en las aceras del barrio comercio en Tarapoto.

De igual manera, se ha evidenciado el enorme crecimiento del parque vehicular, cuyo crecimiento promedio anual es del 12%, el cuarto más alto del país después de amazonas, Cajamarca y Tumbes. 
| Cultivos       | Producción y Acopio Puesto Nacional |
| -------------- | ----------------------------------- |
| Arroz          | 1                                   |
| Plátano        | 1                                   |
| Palma Aceitera | 1                                   |
| Café           | 1                                   |
| Cacao          | 1                                   |
| Pacae          | 1                                   |
| Coco           | 1                                   |
| Aguaje         | 1                                   |
| Stevia         | 1                                   |
| Sacha inchi    | 1                                   |
| Gamitana       | 1                                   |
| Acerola        | 1                                   |

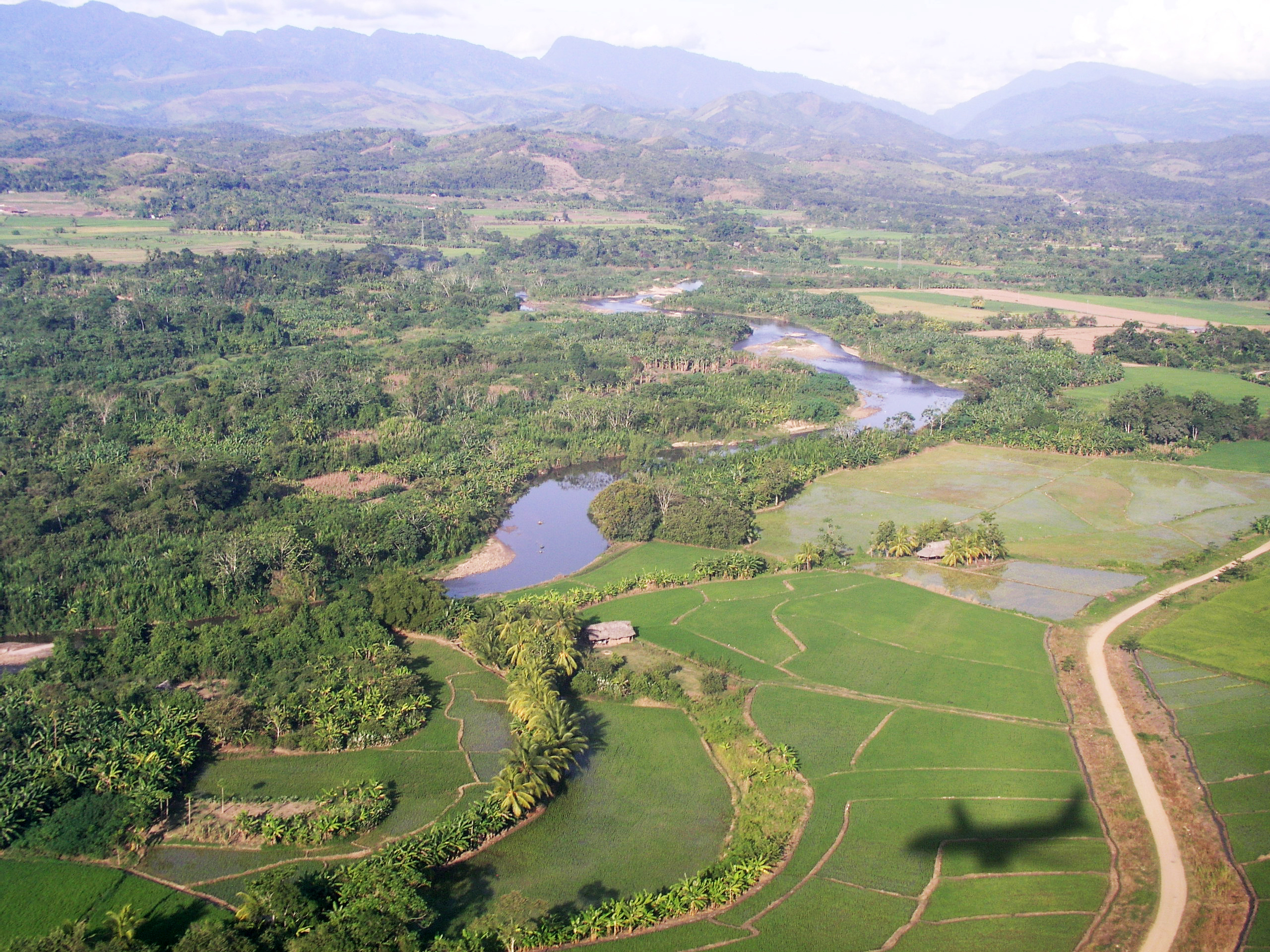
Sembríos de arroz en la zona agrícola

Villa Chiken en Cinestar Morales.

Cuenta además, con los siguientes servicios:
- Entidades financieras: Banco Continental BBVA, Banco de Crédito BCP, Scotiabank, Interbank, Banco de Materiales, Banco de la Nación, del Trabajo; las Cajas Municipales de Arequipa, Maynas, Metropolitana, Piura, Trujillo y Paita; las Cooperativas de Ahorro y Crédito “San Martín de Pórres”, Caja Metropolitana de Lima, Agrobanco, .
- Mercados de abasto: Cuenta con Pequeños Mercados de abasto destacando el mercado N°03 en el barrio huayco parte baja de la ciudad, y el Mercado N°02 en el barrio comercio, Mercado el Huequito, Mercado de Morales y el Mercado de la Banda de Shilcayo.

Vista aérea del Hospital de Tarapoto

- Centros Comerciales e Hipermercados: La ciudad cuenta con un centro comercial de la cadena de hipermercados Plaza Vea[66] contando con un Homecenter de la cadena Promart del holding peruano Intercorp y un segundo Hipermercado Precio Uno[67] del holding chileno Falabella siendo el primero el más grande de la región.Vista aérea del Hospital de TarapotoSupermercados: Cuenta además de la cadena regional de Supermercados la Inmaculada y el Bigote.

## Educación
En el plano educativo, la planificación de las acciones educativas, ejecución, administración y control, son responsabilidad de la Unidad de Gestión Educativa Local de San Martín (UGEL), con sede en la ciudad de Tarapoto.
El sistema educativo tiene cuatro (4) niveles: inicial, primaria, secundaria y superior, además de las modalidades de educación ocupacional y especial.
En el nivel secundario, tiene el colegio militar Mariscal Andrés Avelino Cáceres, único en toda la Amazonía peruana y uno de los 6 Colegios Militares del Perú.
En la modalidad de educación especial, se cuenta con los centros educativos N.º 001 para menores con retraso mental o con limitaciones físicas, y n.º 002 o Centro de Rehabilitación del Ciego (CREC) para discapacitados visuales.

### Educación superior

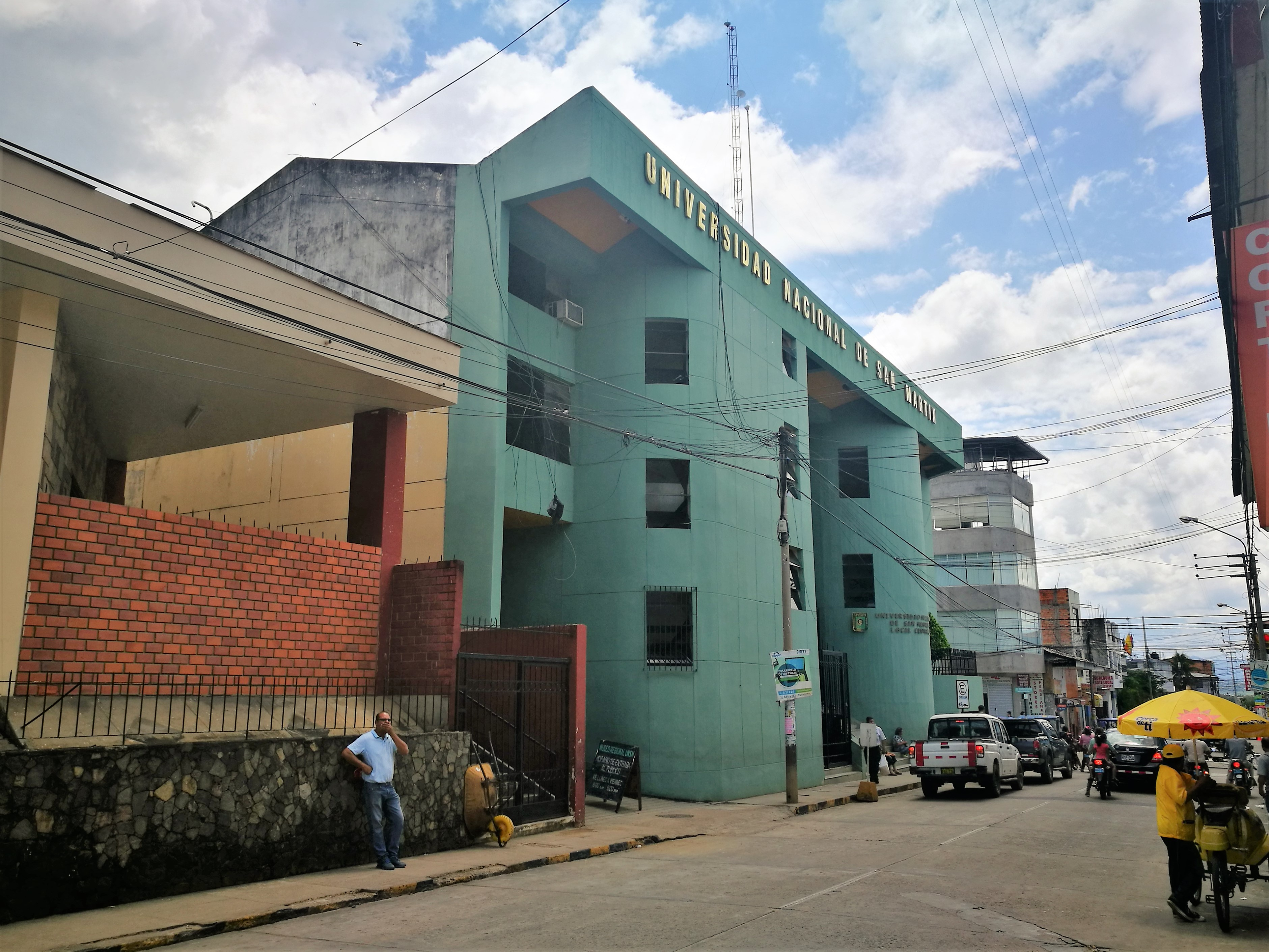
Edificio Administrativo de la UNSM, en el centro.

Tarapoto se caracteriza por albergar varias reconocidas Universidades e Institutos, para el nivel superior, cuenta con la Universidad Nacional de San Martín, una de las mejores universidades del norte peruano y de la Amazonía, el cual cuenta con un enorme campus y una enorme ciudad universitaria, realizando una amplia investigación científica y académica, cuenta con veinte (20) carreras profesionales: Economía, Administración, Agronomía, Ingeniería Civil, Obstetricia, Enfermería, Idiomas, Ingeniería de Sistemas, Administración en Turismo, Contabilidad, Arquitectura, Ingeniería Sanitaria, Medicina Humana, Derecho y Ciencias Políticas, Medicina veterinaria, Educación Inicial, Primaria y Secundaria (Rioja), Ecología (Moyobamba) e Ingeniería Agroindustrial tarapoto y (Juanjui).
Igualmente, la ciudad cuenta con varias Universidades Privadas, una de ellas es la Universidad César Vallejo con las carreras profesionales de Contabilidad, Derecho, Psicología, Administración, Ingeniería de Sistemas, la Universidad Peruana Unión, con sus carreras profesionales de Ingeniería de Sistemas, Ingeniería Ambiental, Contabilidad y Finanzas, Marketing y Negocios Internacionales, Psicología, Ingeniería Civil y Enfermería. 
Cuenta también, con el Instituto Superior Público de Tarapoto, el Instituto Superior Tecnológico Nororiental de la Selva, además de numerosos centros de educación ocupacional privados.
Además de contar con una enorme y moderna escuela técnica de Suboficiales, de la Policía Nacional del Perú (PNP,) la mejor de todo el oriente peruano y de la región selva del Perú, encargada de formar a los policías.
Universidades
- Universidad Nacional de San Martín
- Universidad César Vallejo
- Universidad Peruana Unión
- Universidad Alas Peruanas (No Licenciada por SUNEDU)

Institutos
- Instituto Superior Tecnológico Nororiental de la Selva
- SENATI
- Pedagógico Tarapoto[74]
- Instituto Superior Tecnológico Privado Ciro Alegría
- Instituto Hipólito Hunanue
- Instituto Amazónico[75]
- Instituto Cepeban[76]
- Instituto Autónomo[77]

Escuelas técnicas
- Escuela Técnica de Suboficiales de la Policía Nacional del Perú

Escuelas de Arte
- Escuelas de Música IBP[78]
- Academia Bellas Artes Tarapoto

## Lugares de interés y Turismo

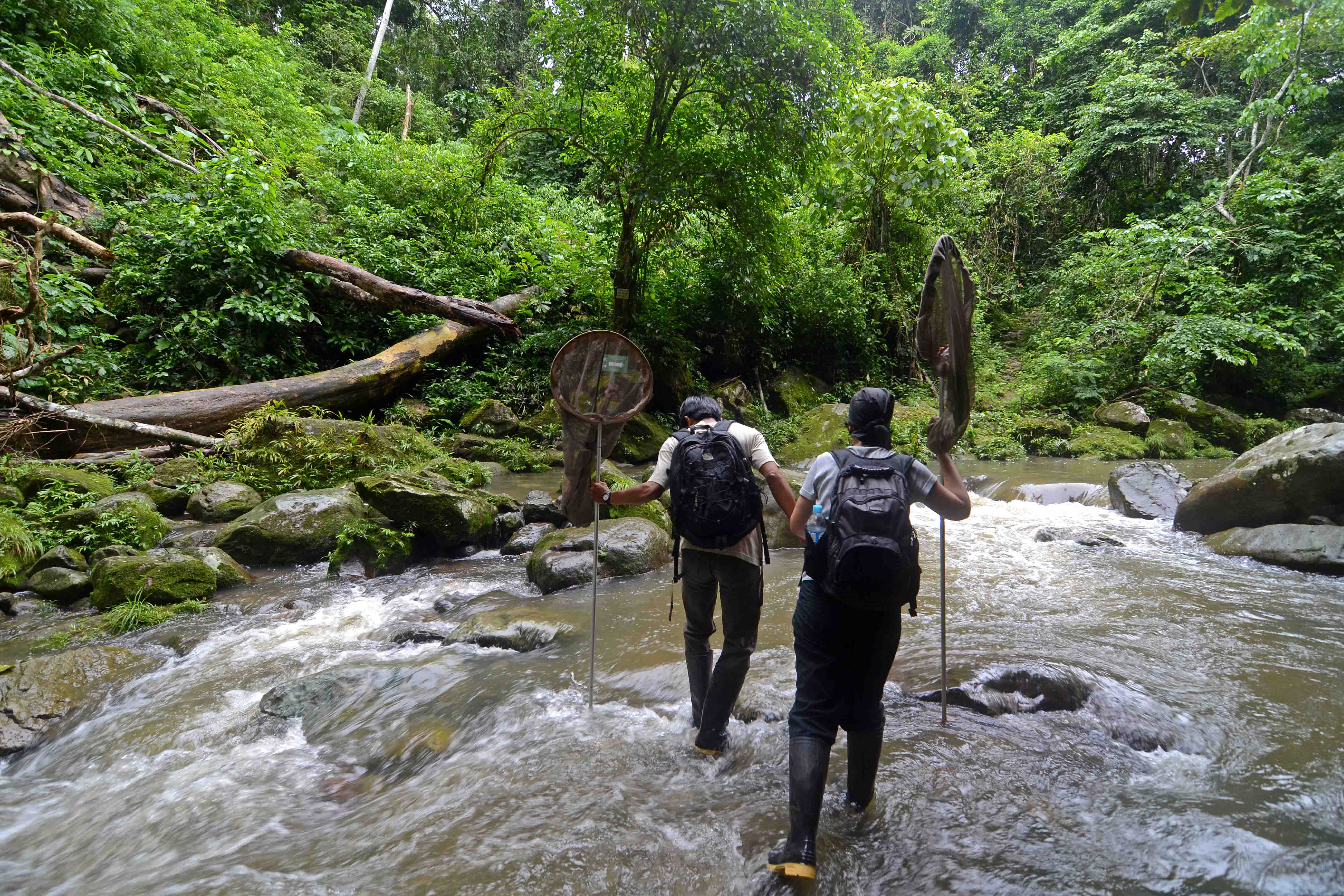
Zona del Alto Shilcayo.

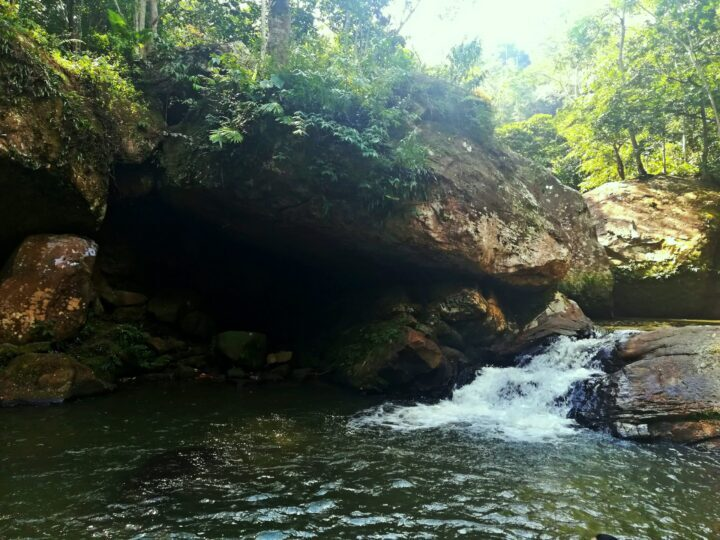
Cascadas de la Unión- Banda de Shilcayo

Por su geografía, la ciudad concentra una amplia variedad de lugares turísticos alrededor, cataratas, cascadas, lagos, lagunas, bosques, montañas selváticas y paisajes idílicos, incluido una amplia variedad de hoteles, resorts, hostales para el turista y el negociante, en la ciudad podrás disfrutar de singulares paisajes, de una enorme cantidad de flora y fauna, del turismo de aventura (canotaje, expediciones y caminatas). También se puede degustar una amplia variedad de comidas típicas, helados, uno de los mejores cafés del mundo y una amplia variedad de tragos exóticos.

Hotel en Tarapoto

Vista de la plaza de Tarapoto.

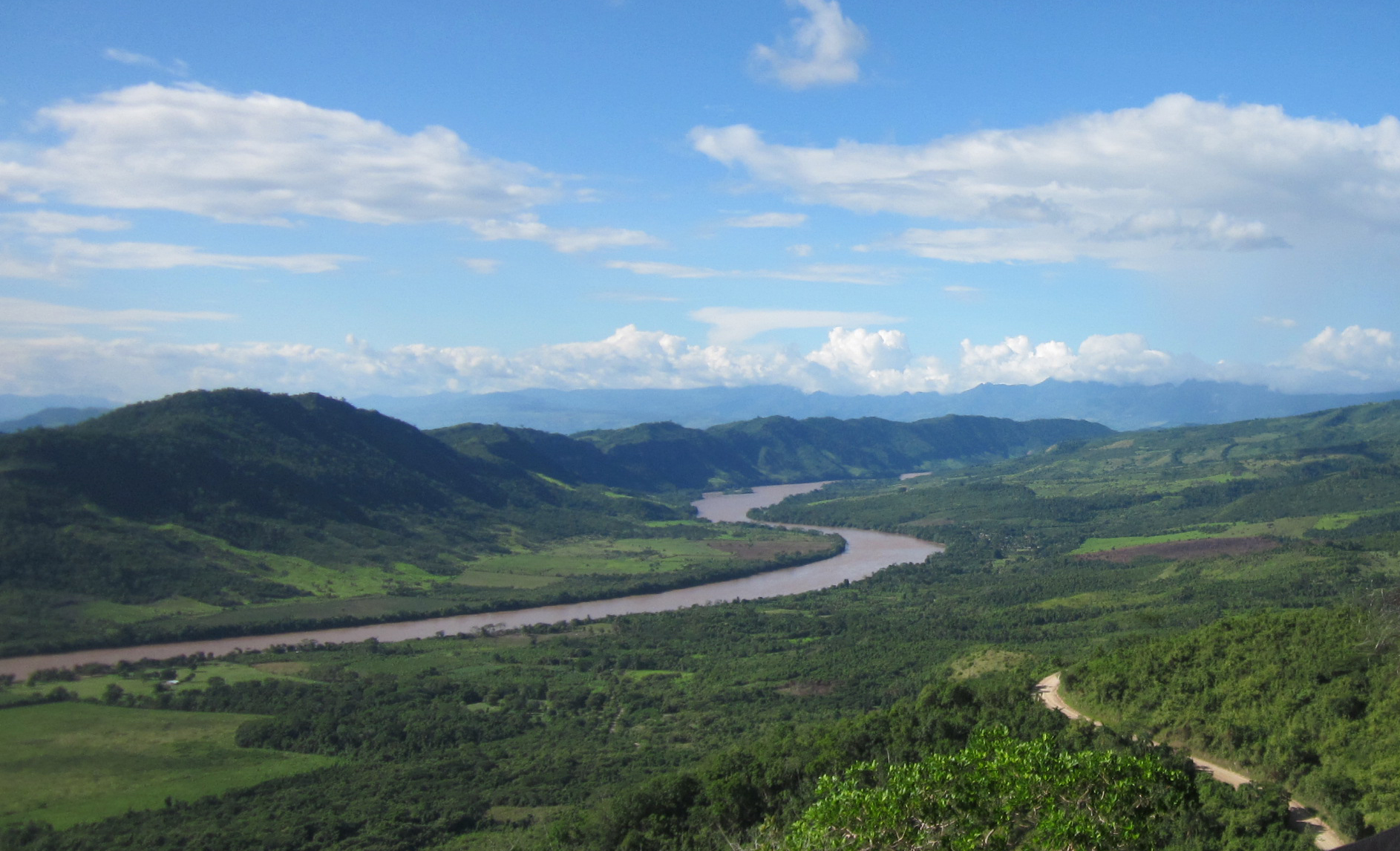
Río Huallaga, Tarapoto, San Martín, Perú

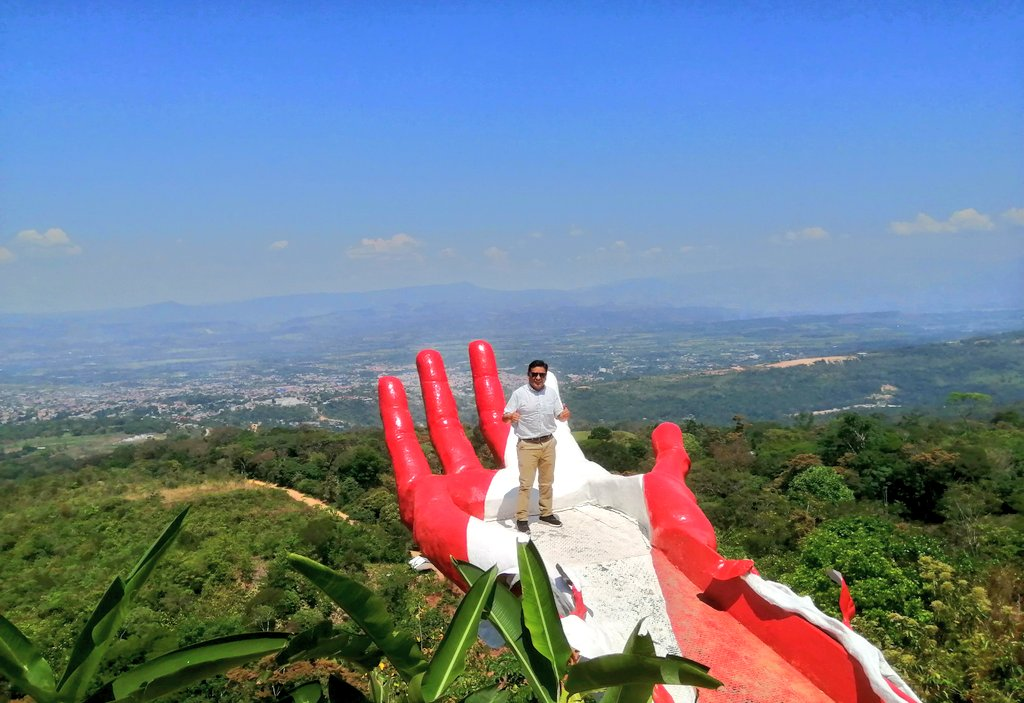
Mirador de Taytamaki 2, con vista al valle y la ciudad.

Tarapoto es la tercera ciudad más buscada por los peruanos, sólo después de Lima y Cuzco, y una de las más visitadas; Cuenta con enormes riquezas naturales, recientemente la industria turística peruana e internacional puso el interés en esta ciudad, por su enorme variedad de circuitos ecoturísticos; Además existen 16 atractivos que obtuvieron el sello de "Safe Travels"; Es considerada como la Bali o Indonesia peruana, cuyo paraíso tropical se asemeja a las zonas tropicales del sudeste asiático, por la cadena montañosa que lo rodea, la enorme cantidad de cascadas y cataratas y el singular clima tropical húmedo que lo rodea. 

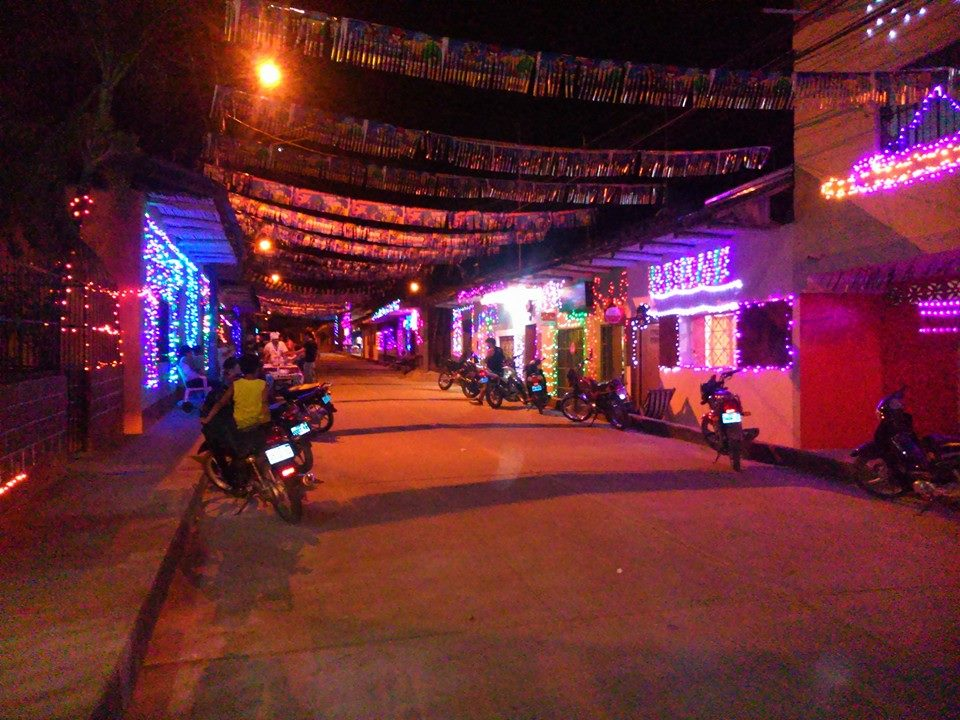
Calle de las Luces Tarapoto 2014

- Cascadas de la Unión- Banda de ShilcayoCataratas de Pishurayacu - TarapotoPaisaje en la cuenca del río Cumbaza, Tarapoto San Martín, PerúHotel Bella Terra en la laguna Azul, distrito de Sauce, la laguna Azul o Sauce es el principal destino turístico de Tarapoto.

Cataratas de Pishurayacu - Tarapoto

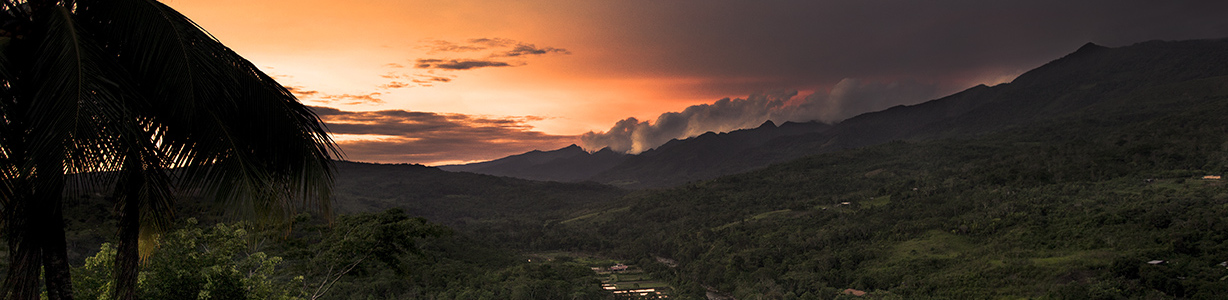
Paisaje en la cuenca del río Cumbaza, Tarapoto San Martín, Perú

Hotel Bella Terra en la laguna Azul, distrito de Sauce, la laguna Azul o Sauce es el principal destino turístico de Tarapoto.

| Lugar turístico                                                           | Descripción | Distancia de Tarapoto |
| ------------------------------------------------------------------------- | --- | --------------------- |
| Calle de las piedras                                                      | Calle del Jr. Lamas es conocida por sus restaurantes, bares nocturnos y comida regional. | 500 metros            |
| Calle de las luces                                                        | Calle céntrica del Jr. Bologesi en el distrito de Tarapoto conocida por ambientar con luces, música y presentaciones navideñas. | 1 km                  |
| Cataratas de Ahuashiyacu y cataratas de las Golondrinas                   | Hermosas Cataratas ubicada en el área de Conservación Regional Cordillera Escalera. (Ubicadas a 20 minutos de Tarapoto, en la carretera a Yurimaguas). | 14 km                 |
| Alto Shilcayo / Mirador Alto Shilcayo                                     | Área de conservación regional Cordillera Escalera | 3 - 12 km             |
| Balnearios del río Cumbaza                                                | Ubicada en el distrito de San Antonio de Cumbaza y sus localidades de San Pedro de Cumbaza y San Roque de Cumbaza, con hermosos balnearios ideales para la familia, y las cataratas de Huacamaillo. | 10 - 12 km            |
| Cascadas de Ahuashillo                                                    | Se encuentra ubicado a 30 minutos de Tarapoto, 15 minutos en moto o auto, por el Jr. Putumayo y 15 minutos a pie | 5 km                  |
| Cascada el Tamushal                                                       | Hermosa cascada circuito ecoturístico Alto Shilcayo, es necesario realizar una caminada de 8.5 km para llegar. Es un conjunto de cascadas la más alta de 80 metros de altura. | 11 km                 |
| Mirador Taytamaki y la cascada de Taytayacu                               | Circuico ecoturistico con miradores donde se observa la parte alta de la ciudad de Tarapoto, cuenta con un santuario de observación de aves, y con un circuito y balneario con caídas de agua y cascadas. | 3.5 km                |
| Cascada de la Unión                                                       | Hermosas e impresionantes paisajes naturales, caídas de agua, balnearios, lugares de ensueño, en esta localidad se grabó la película de Paramount Pictures Transformers: el despertar de las bestias, por sus impresionantes atractivos naturales. | 9.7 km                |
| Lago Lindo.                                                               | Laguna cercana al distrito de Sauce | 50 km                 |
| Laguna Azul o llamada también Laguna de Sauce, en el distrito de Sauce.   | Principal lago turístico, ubicado en el distrito de Sauce, cuenta con más de 5 km de diámetro y posee hermosos hoteles y resorts de lujo. | 53 km                 |
| Laguna Venecia                                                            | Pequeña laguna ubicada a 3 km de Tarapoto, en el distrito de la banda de Shilcayo. | 3 km                  |
| Laguna Ricuricocha                                                        | Laguna de 24,405 m2 de espejo de agua, ubicado a pocos kilómetros al sur de la ciudad, ideal para pesca, deportes acuáticos y recreación. | 13.4 km               |
| La ciudad cultural y turística de Lamas (Capital Cultural de San Martín). | Ciudad colonial de Lamas, ubicada a 814 metros sobre el nivel del mar, tiene calles empinadas y terrazas, fue bautilizada por el historiador Antonio Raimondi como la "Ciudad de los Tres Pisos", cuenta con el pueblo nativo quechuahablante descendientes de los Chancas en la parte baja, y la ciudad moderna de los mestizos en la parte alta, se distingue por el impresionante valle agrícola que lo rodea y su castillo de arquitectura medieval. | 22 km                 |
| La tierra ancestral de los Chazuta                                        | Pueblo característico por riqueza cultural y natural, sus cerámicos, artesanías y la tradición del chocolate con hermosos valles de plantaciones de cacao, aquí encontramos el centro cultural Wasichay, y en este distrito se encuentran los baños termales de Chazutayacu y la imponente cataratas de Tununtunumba. | 46.1 km               |
| Balnearios de Shapaja , el Chumía y Pongo de Aguirre.                     | Hermoso balneario, donde se unen los ríos Mayo y Huallaga, donde existe un rápido y un pongo " el Pongo de Aguirre" o los rápidos de Chumía, dado por el estrechamiento del cauce y la acumulación de rocas la convierten en un lugar favorito para la pesca o "mijaneada" donde la población local aprovecha la migración estacional de peces en abundancia.                                                                                            | 35.3 km               |
| Baños termales de Achinamiza.                                             | Baños termales, los alrededores son un paraíso de bosques vírgenes ubicado en las vertientes del río Huallaga. |                       |
| Baños termales de Paucaryacu.                                             | Ubicado en la ruta turística de Tarapoto - Sauce, cruzando el puerto López que cruza el río Huallaga, estos baños termales revitalizantes cuentan con aguas termales y sulfurosas de barro medicinal cuyas propiedades se creen que son curativas. | 35 km                 |
| El orquideario de Tarapoto.                                               | Hermoso orquideario y jardín botánico. |                       |
| Centro de rescate animal Urku.                                            | Ubicado en la bocatoma del río Shilcayo, un centro de rescate de animales silvestres y endémicos. | 3.5 km                |
| Catarata de Carpishiyacu y Pishuyaracu                                    | Caídas de agua turquesas, ubicadas a 45 minutos de la ciudad en la carretera a Yurimaguas. | 47 km                 |
| 'Cataratas de Huacamaíllo'                                                | Cataratas de 20 metros de altura, ubicado en San Pedro de Cumbaza, cercano a Tarapoto, se llega por la carretera totalmente asfaltada y se camina una hora, se encuentra rodeada de una tupida vegetación, y los alrededores se pueden observar una gran cantidad de aves y mariposas. | 12 km                 |
| Cascada de Toroyacu o Sunipicausani                                       | Enorme cataratas a 1 230 m s. n. m., cuenta con una caída de agua de más de 100 metros de alto, se encuentra enclavado en un pequeño desfiladero, es una de las cataratas más altas de San Martín, se llega a pie caminando por casi 4 horas (13 km) desde San Roque de Cumbaza hasta llegar a la comunidad nativa de Chiricyacu, también se puede observar al lado contiguo otra cataratas de nombre Ungurahui.                                         | 35 km                 |
| Cataratas de Pucayaquillo.                                                | Cataratas ubicados en el distrito de Shapaja, altamente recomendable por su cercanía y exuberante vegetación. sus aguas verdes y cristalinas, le dan una peculiaridad de gran belleza paisajística. | 27.6 km               |
| Isla Bonita.                                                              | Piscinas recreativas, junto al balneario del río Cumbaza, ideal para la familia. | 6.8 km                |
| Cataratas de Sabaloyacu.                                                  | Son dos hermosas caídas de agua, de gran ubicada a 45-50 minutos de la ciudad de Tarapoto, el costo del ingreso es 8 soles, y se camina 10 minutos para llegar. | 48.2 km               |
| Cascada de Talliquihui,                                                   | Impresionantes cascadas, ubicada a 45 minutos de Tarapoto en la carretera a San José de Sisa. | 41.9 km               |
| Cataratas del Breo / Parque nacional del Río Abiseo                       | Altamente recomendado para amantes de la aventura, para llegar hay que ir a la ciudad de Juanjui a 3 horas por carretera, o directamente 4 horas mediante vía terrestre totalmente asfaltada, hasta el distrito de Hiucungo y desde ahí tomar la ruta al parque nacional del Río Abiseo considerado como Patrimonio Cultural y Natural de la Humanidad.                                                                                                  | 134 km                |
| Cataratas de Tununtunumba.                                                | Una de las más impresionantes cascadas, cuenta con tres saltos de agua de aproximadamente 40 metros de altura, para llegar a esta maravilla de la naturaleza se debe realizar una caminata de 9 kilómetros. la cascada se encuentra ubicada en el distrito de Chazuta a una hora de Tarapoto por la carretera totalmente asfaltada. | 50.7 km               |
| Los restos arqueológicos y petroglifos de Polish                          | Petroglifos ubicado en el centro poblado Bello Horizonte, en el distrito de La Banda de Shilcayo. | 9.1 km                |
| Cascadas Lagunas gemelas                                                  | Caídas de agua ubicada a 11 kilómetros de Sacanche a 3 horas de Tarapoto. | 140 km                |
| Cascadas de Chiriyacu / Chirapillo                                        | Hermosas cascadas ubicadas en el distrito de San Roque de Cumbaza. | 20 - 23 km            |

Hotel Rústica - Sauce, San Martín - Tarapoto

La Universidad Nacional de San Martín tiene un importante museo, el Museo Regional-UNSM.
Entre las novedades, el Museo Regional-UNSM tiene una réplica de los petroglifos del Belo Horizonte (Polish), artículos prehispánicos de bronce, momias que datan de hace 450 años, que fueron encontradas en el caserío Shimbillo-Chazuta, ceramios de la cultura Nazca, insectos del área de entomología, huesos paleontológicos de mastodontes, artículos de cerámica lamista, materiales arqueológicos de Balsapuerto, Shimbillo, Gran Pajaten y Picota, y una sección dedicada a la representación visual de la mitología amazónica.

Laguna Azul en el distrito de Sauce.

El Centro Urku investiga y difunde los valores de la Amazonía peruana. Quienes lo visitan conocen de cerca el mito del Kutumachakuy (serpiente de dos cabezas) y entran en contacto con animales silvestres rescatados así como con las abejas sin aguijón. No es un zoológico sino un espacio que difunde valores para conservar la madre tierra.

Cataratas de Ahuashiyacu, ubicada a 15 minutos de la ciudad

Vista del Hotel Bella Terra en la Laguna Azul, Sauce - Perú

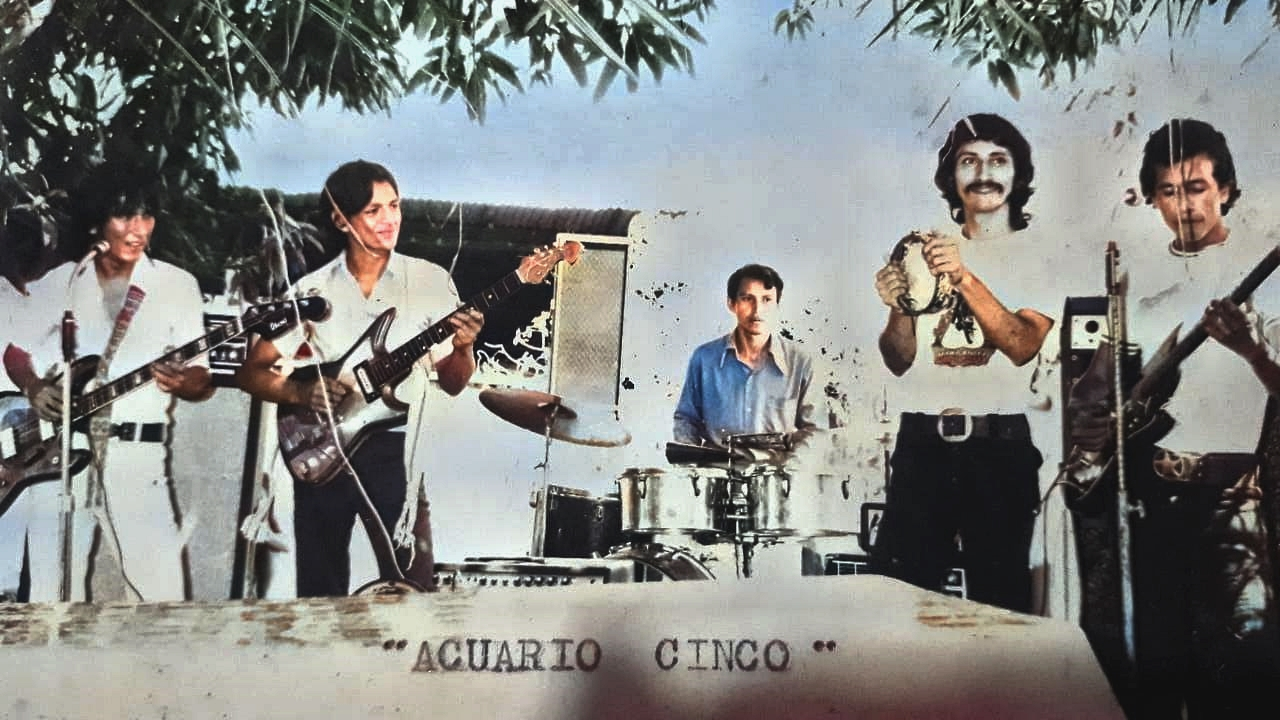
Acuario 5 de Tarapoto, 1975

Hotel las Hamacas, Sauce

A dos horas de Tarapoto, a 114 km, se encuentra la ciudad de Moyobamba y, a pocos kilómetros de esta última, la ciudad de Rioja, también con muy variados atractivos turísticos, dentro del Circuito turístico del Alto Mayo.
ATRACTIVOS SAFE TRAVELS
Recientemente 11 atractivos turísticos de Tarapoto, obtuvieron el Sello de "Safe Travels", el cual brinda la garantía de todos los protocolos de bioseguridad contra la pandemia del COVID-19, por lo que además cuentan con todas las características y servicios para el turista:
- Cataratas de Ahuashiyacu
- Mirador el Mono y la Gata
- Cataratas de Carpishiyacu
- Castillo de Lamas
- Reserva Privada ACONABIKH
- Lago de Sauce (Laguna Azul)
- Circuito Ecoturistico Taytayacu.
- Circuito de Elaboración de Puros Artesanales
- Museo Chanca,
- Diversidad Lamista
- Plaza de la Cultura Viva del barrio Wayku (Lamas)

## Cultura

### Gastronomía

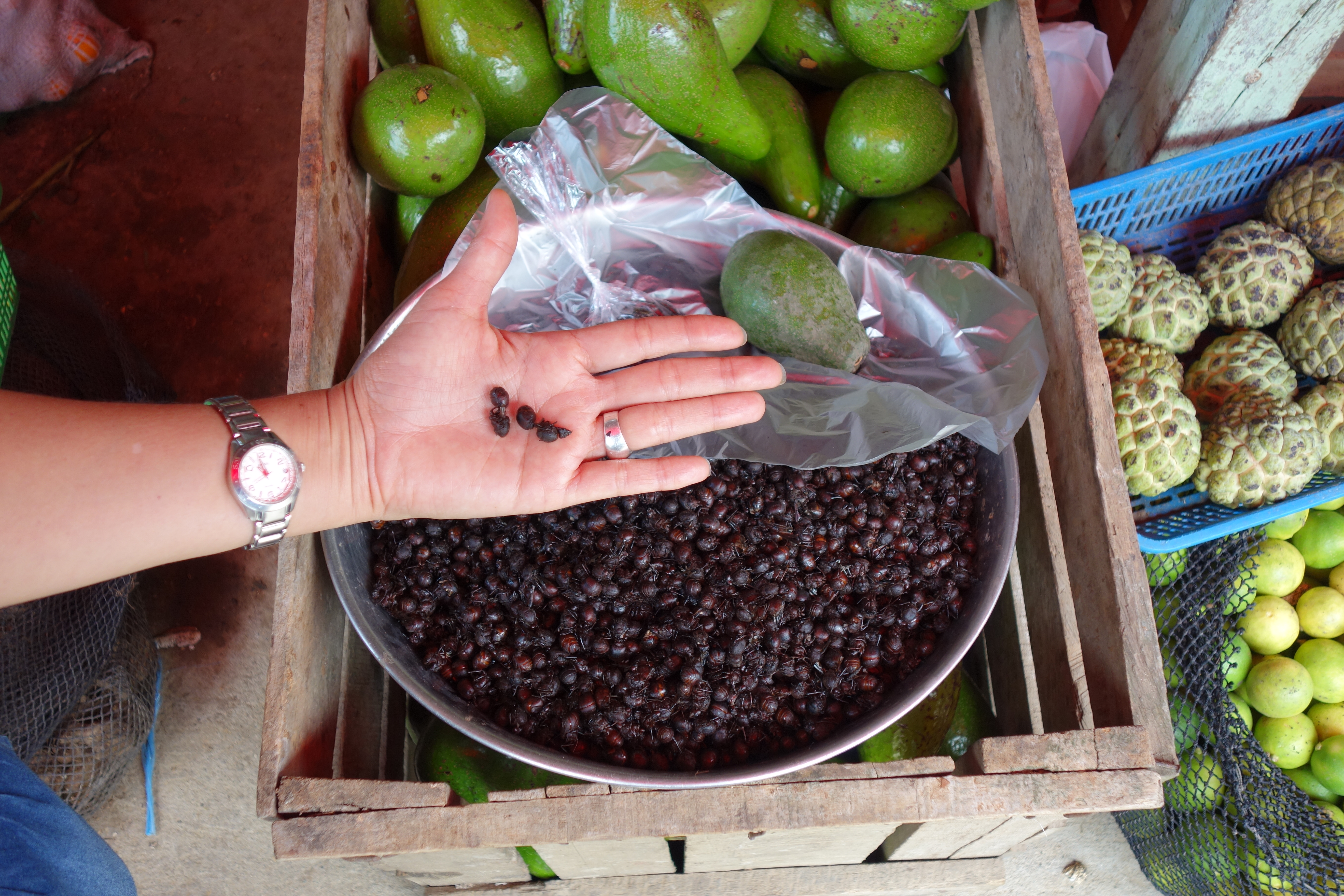
Hormiga "siquisapa" mercado Tarapoto.

Tarapoto es considerado la capital gastronómica de la Amazonía Peruana, su variedad enorme de platos típicos es fruto del intenso mestizaje entre las culturas autóctonas indígenas de la amazonía, la inmigración europea, la inmigración japonesa y china (estos últimos trajeron el arroz a fines del siglo XIX y a inicios del siglo XX, intensificando su cultivo en la zona agrícola de la ciudad), por lo que Tarapoto es la cuna de la gastonomía amazónica del Perú por ser mucho más antigua que las ciudades de Iquitos y Pucallpa, en la ciudad se puede disfrutar de las más variadas comidas típicas de la selva. Son famosos sus camarones, los que se disfrutan en los ninajuanes; el conocido juane, hecho a base de arroz, huevo, aceituna y carne de gallina, envuelto en hojas de bijao, así como también el exquisito chorizo y cecina que ha sido industrializado y actualmente se exporta a grandes supermercados en todo el país.
En la provincia de San Martín, en especial Tarapoto y en casi toda la selva peruana, se encuentran una gran variedad de platos típicos y bebidas, que gozan de un gran prestigio nacional e internacional, por la preparación adecuada, la enorme variedad de frutas de sabores agradables, los ingredientes que utiliza y por lo exótico de estos.
Entre los diversos comidas típicas y potajes tradicionales tenemos:
- Juane: Constituye un plato tradicional en las fiestas de San Juan. Tiene la forma de un gran tamal, preparado a base de arroz, gallina y huevos; el cual se envuelve en una hoja llamada bijao.

- Ninajuane: Es un plato parecido al anterior en su presentación pero que se prepara a base de huevos batidos con carne de pollo y se envuelve en hoja de plátano. Ambos se cocinan, tradicionalmente en las denominadas “tushpas”, que son cocinas típicas de carbón o leña.

- Tacacho con cecina: El tacacho, es el plátano frito y machacado que se mezcla con manteca de chancho, por lo general se sirve acompañado de cecina, que es la carne de cerdo seca y ahumada; o de chorizo regional que es un embutido preparado con los intestinos delgados del cerdo y relleno con carne molida de este pero bien condimentada.

- Inchicapi: Es una sopa preparada a base de maní molido o licuado, gallina de chacra, yuca, maíz, hoja de culantro, ajo, sal y comino.

- Patarashca: Es una comida típica de la selva, la que desciende de los antiguos pobladores. Esta comida incluye cualquier tipo de pescado de la zona, envuelto en hoja de plátano o de la planta llamada bijao, y se prepara asado, al horno o sancochado, por supuesto con condimentos.

- Timbuche: Es una sopa de pescado fresco, huevos batidos y culantro, al que también se le conoce con el nombre de plato “levanta muerto”, por las propiedades reconstituyentes que tiene después de agotadoras jornadas festivas.

- Carnes del monte: El poblador sanmartinense se alimenta también de carnes de animales que muchos cazadores o “montaraces” capturan cuando se dirigen a “montear” (cazar en la selva). Entre estos animales tenemos: venado, huangana, sajino, tapir o sachavaca, armadillo o carachupa, picuro o majaz, añuje, etc. Los cuales se preparan de diversas formas, asados, sancochados, en sopas, fritos, etc.
- Chonta: Una ensalada refrescante preparada con brotes de chonta (palma) y aderezada con limón, sal y aceite. Es una opción deliciosa y saludable que destaca la riqueza de ingredientes locales.

- Rumo-Api y Sara-Api: Son sopas preparadas a base de carne de monte (animales silvestres) anteriormente mencionados, acompañados con yuca molida y maíz molido, respectivamente.

- Masato: bebida preparada compuesta de yuca, antiguamente este se mascaba y se dejaba fermentar por un tiempo aproximado de 8 días, esta costumbre aún persiste en las etnias autóctonas, actualmente se prepara licuado y agregando levadura para la fermentación facilitando su consumo.
- Chicha de Maíz, una bebida producida por la fermentación del maíz, mezclada con higo y hojas de la zona, en la antigüedad, la fermentación de esta bebida era usada como licor.
- Poroto Shirumbe, Comida típica elaborada con patitas de chancho o cerdo, yuca y frijol tarapotino o frejol huasca[99] (Phaseolus vulgaris).
- Aguajina, refresco elaborado de la pulpa del aguaje.
- Cocona, refresco elaborado del fruto de la cocona.
- Chapo, refresco elaborado del plátano maduro
- Helados y jugos de frutas amazónicas: La región amazónica es famosa por su variedad de frutas exóticas y sabrosas. En Tarapoto, se pueden encontrar helados y jugos preparados con frutas como camu camu, aguaje, cocona, maracuyá, entre otras, ofreciendo a los visitantes una experiencia refrescante y única.

Además de licores y tragos exóticos propios de la cultura tarapotina:
- Rompe Calzón (RC)
- Indanachado
- Siete Raíces
- 21 raíces
- Uvachado
- Chuchuhuasi
- Huitochado
- Para Para
- Siete Veces Sin Sacar
- Levántate Lázaro
- Cerezachado y Acerola
- Surichado
- Licor de Café
- Licor de Aguaje
- Licor de Camu Camu
- Licor de Uva regional
- Guarapo
- Licor de menta
- Macerados

### Arquitectura
La arquitectura de Tarapoto presenta una combinación de estilos tradicionales y modernos, influenciada por la cultura local y las tendencias arquitectónicas globales. 
- Casas tradicionales: En las áreas rurales y en el pasado, las casas tradicionales de Tarapoto estaban construidas de materiales naturales como adobe, quincha, madera, con techos de teja roja, palmeras o paja, todas con techo a dos aguas; Cuando llegaron los primeros europeos a la región amazónica, se asombraron de las complejas infraestructuras techadas con hojas de palmera a lo largo y ancho de todo el territorio amazónico luego fueron reemplazados con techos de teja roja cocida; los pisos o baldosas eran de arcilla cocida roja, estas viviendas poseían un patio y jardín interior, los terrados eran elaborados por cañabrava cementados con cal o barro, las cuales se adaptaban al clima tropical, el diseño de muros altos mayores a 3 metros permitían controlar el calor abrumador y la alta humedad con techos de grandes aleros inclinados para brindar sombra hacia las veredas externas y facilitar el drenaje del agua de lluvia hacia los patios interiores y al jardín de la calle, estas viviendas tenían motivos y formas en altorrelieve trapezoidales en las fachadas colocados a la altura de los vierteaguas, recubiertos por cal y pintados de distintos colores, entre ellos el azul, rojo, blanco u ocre; existían jardines exteriores con plantas y flores ornamentales, especialmente en las viviendas en el centro de la ciudad que dotaba a la ciudad de una buena imagen urbana en el casco histórico, con el crecimiento de la ciudad la gran mayoría de estas viviendas fueron demolidas, y dieron paso a las viviendas de ladrillo pandereta sin un patrón regular.
- Modernización urbana: A medida que Tarapoto se ha ido desarrollando, han surgido edificios y estructuras modernas. El crecimiento espontáneo de la ciudad, ha impulsado la construcción de edificios de varios pisos para viviendas, oficinas, hoteles y comercios, sin un adecuado alineamiento, con medianeras sin tarrajear, ni regulación municipal, sumado a una falta de fiscalización, que lo dota de una irregularidad urbana significativa, propia de las ciudades amazónicas peruanas.
- Influencias culturales: La arquitectura en Tarapoto está influenciada por las culturas indígenas amazónicas y las etnias locales, lo que se puede ver en el diseño de algunos edificios y en la decoración con motivos regionales en las plazas y fachadas de viviendas antiguas.
- Espacios públicos: Tarapoto cuenta con parques, plazas y áreas de recreación, que sirven como espacios de encuentro para la comunidad. Algunos de estos espacios pueden estar adornados con esculturas, como la palmera invertida en la plaza de armas y obras de arte que destacan aspectos culturales e históricos relevantes para la región.

### Música
La riqueza musical de Tarapoto es una mezcla única de tradiciones indígenas, influencias culturales amazónicas y fusiones modernas. La música juega un papel fundamental en la identidad y vida cotidiana de las comunidades locales, siendo una expresión cultural que ha perdurado a lo largo de los años, se destacan algunos aspectos de la riqueza musical de Tarapoto:
1. Música Tradicional: La música indígena es un componente importante de la cultura musical de Tarapoto. Los instrumentos autóctonos, como las flautas de carrizo y los tambores, se utilizan para crear ritmos y melodías que reflejan la conexión de las comunidades con la naturaleza y su entorno.
2. Música Folclórica: La región nororiente de Perú tiene una rica tradición folclórica, y Tarapoto no es una excepción. La música folclórica, con sus ritmos alegres y pegajosos, es interpretada en festividades, celebraciones y eventos culturales, y representa el alma festiva y vibrante de la ciudad.
3. Fusión de Géneros: En Tarapoto, también se aprecia una fusión de géneros musicales. La música tradicional y folclórica se mezcla con elementos modernos, como ritmos tropicales, pop, rock y electrónica, dando lugar a creaciones musicales únicas que capturan la diversidad y creatividad de la escena local.
4. Festivales Musicales: La ciudad acoge diversos festivales musicales a lo largo del año, que presentan tanto talento local como artistas nacionales e internacionales. Estos eventos son una plataforma para promover la música y el talento local, así como para atraer a turistas y amantes de la música de otras regiones.
5. Instrumentos Típicos: En la música tradicional de Tarapoto, se utilizan instrumentos como la faluta, el tambor y la guitarra, que se fusionan con otros más modernos, como teclados y sintetizadores, creando una armonía única y cautivadora.

La música en Tarapoto no solo es una expresión artística, sino también una forma de preservar la cultura y la identidad de las comunidades locales. Es una fuente de orgullo y alegría para sus habitantes, quienes celebran su herencia musical y la comparten con visitantes y forasteros. La diversidad y la riqueza de la música en Tarapoto reflejan la diversidad y la riqueza de su gente y su entorno natural en la exuberante selva amazónica.
La música folklórica autóctona típica de Tarapoto y Lamas, ciudades que comparten una historia común, con instrumentos musicales de percusión, compuestos por tambores llamados “Bombos” por la población local, construidos con dos anillos de madera Amazónica y cuero, sujetados con cuerdas, además de flautas de viento (quena amazónica), siendo estas, utilizados principalmente en las festividades que datan desde la colonia; el mestizaje y las canciones religiosas difundidos por misioneros jesuitas y franciscanos, dieron origen a melodías características propias de la selva oriental peruana, estos instrumentos son utilizados en las “pandillas” (baile típico de la ciudad), Chimaichis, chaganucuys, estos a su vez evolucionaron a mezclas de guitarra eléctrica, dando lugar a la cumbia amazónica.
Los grupos musicales que iniciaron la labor de expandir la cumbia amazónica, son Acuario cinco, Fresa Juvenil, Los Tigres, Sonido 2000, Papillón, entre otros. Dentro de la música folklórica, algunas agrupaciones ya no se encuentran activas pero, sus canciones han quedado en la memoria colectiva, nos referimos al Grupo Pajaten, Markakuna, Cosecha, Tierra Viva y otros.
Tarapoto también es conocida como el epicentro del Rock y Metal en la región de San Martín. Hasta la fecha existe una gran cantidad de producción musical Local derivados de estos géneros, bandas de rock como Ajenjo, Mermelada Pesada, Al Otro Lado Del Silencio, Rock Angelz , Radiocasette , Rockweilers, Despertar, Placer Solitario, así como también bandas Metal como Pervertor, Esperantus, Arkabuz, Chanka, Capital Dark, V.E.T entre otros son parte de la historia musical de esta ciudad.

## Calendario de festividades
- 24 de junio, Fiesta de San Juan (Feriado).
- 14 al 20 de julio, "Semana Turística de Tarapoto".
- 16 de julio, Fiesta Patronal Santísima Cruz de los Motilones de Tarapoto,
- 20 de agosto, "Aniversario de la ciudad de Tarapoto" (Feriado).
- 14-22 de agosto, se celebra la supuesta fundación española de Tarapoto (1782).
- 25 de diciembre, Navidad.

## Deporte

### Fútbol
El fútbol es sin duda el deporte más popular de los habitantes de Tarapoto. Los dos clubes más populares de la ciudad son el Deportivo Cali y Unión Tarapoto. Entre estos clubes se disputan tradicionalmente el Clásico Tarapotino. son ocho (08) equipos los que disputan la etapa distrital de la Copa Perú.

Estadio Carlos Vidaurre García, Tarapoto

| Clubes de Fútbol    |                         |                        |           |
| Equipo              | Fundación               | Estadio                | Liga      |
| Deportivo Cali      | 12 de octubre de 1953   | Carlos Vidaurre García | Copa Perú |
| Unión Tarapoto      | 13 de noviembre de 1955 | Carlos Vidaurre García | Copa Perú |
| UNSM                | Diciembre de 1979       | Estadio de la UNSM     | Copa Perú |
| Shuta Boys          | 6 de enero de 1966      | Carlos Vidaurre García | Copa Perú |
| Tarapoto City       | 2015                    | Carlos Vidaurre García | Copa Perú |
| Real Palmeras       | 7 de mayo de 2012       | Carlos Vidaurre García | Copa Perú |
| Semilleros Tarapoto |                         | Carlos Vidaurre García | Copa Perú |

### Escenarios deportivos
El principal recinto deportivo para la práctica del fútbol es el estadio Carlos Vidaurre García, que cuenta con una capacidad máxima para 8,000 espectadores, donde se juega la Copa Perú. Y diversos campeonatos regionales, contando con el mejor gramado natural de la amazonía, con aspersores, malla geosintética, cumpliendo con los más altos estándares de la FIFA. 
Anualmente se desarrollan varios campeonatos organizados por instituciones públicas y privadas, es muy popular el Campeonato de Fulbito Manuel Arakawa, además de los Juegos Deportivos Laborales y el campeonato de Basquetbol que hoy en día ya cuenta con muchos seguidores.

## Personas destacadas
Categoría principal: Tarapotinos

## Ciudades hermanadas
- Iquitos (Perú).
- Yurimaguas (Perú).
- Pucallpa (Perú).
- Manaos (Brasil).
- Goiânia (Brasil).
- Belém (Brasil).